# Vercelli
Vercelli (, AFI: /verˈʧɛlli/; Vërsèj in piemontese, AFI: /vəɾˈsɛj/; pronunciato AFI: /vɐɾˈsej/ in dialetto vercellese; Wertschaal in walser) è un comune italiano di 46 054 abitanti, capoluogo dell'omonima provincia, posto sulla sponda destra del fiume Sesia, nella parte orientale del Piemonte.
Importante nodo stradale, in epoca romana fu conosciuto con il nome di "Vercellae" e venne descritto da Tacito come uno dei "firmissima Municipia" della Transpadana. Dal IV secolo divenne prima diocesi nonché centro di propagazione del cristianesimo in tutta la regione su impulso di Eusebio. Libero comune nel medioevo, fu questo un periodo di grande splendore artistico e culturale per la città, tanto che vi sorse nel 1228 lo Studium, la prima università subalpina.
In epoca moderna iniziò la coltivazione del riso nel suo territorio: le attività concernenti la coltura, la sperimentazione e il commercio del riso rappresentano ancora oggi la base dell'economia locale tanto da valere l'appellativo di capitale italiana ed europea di tale cereale.
Sul finire del XX secolo, con la crisi dell'industria, il terziario è diventato il principale settore economico, forte sviluppo ha avuto anche la logistica. In lenta ma costante espansione è anche il turismo, sia come tappa della Via Francigena, sia come turismo storico-artistico grazie alla presenza di alcuni monumenti come la Basilica di Sant'Andrea, il Duomo, San Cristoforo, ARCA o di eventi come il Concorso Viotti. Tra il patrimonio librario conservato sono da segnalare il Vercelli Book, uno dei più antichi testi scritti in antico inglese e il Codex Vercellensis.
A Vercelli ha sede il Rettorato dell'Università degli Studi del Piemonte Orientale "Amedeo Avogadro", struttura tripolare condivisa con Alessandria e Novara.

## Geografia fisica

### Territorio

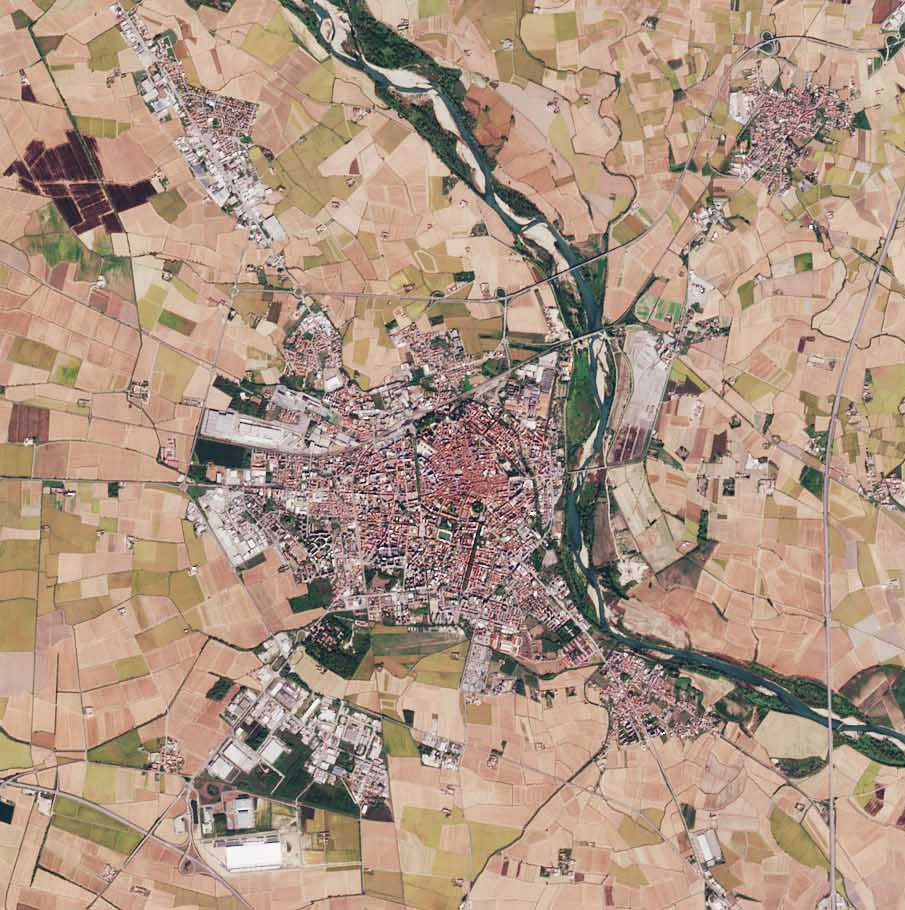
Vista da Sentinel-2 dell'Agenzia spaziale europea

La città di Vercelli è situata nella pianura padana, alla quota di 130 metri sul livello del mare, a nord-est del Po e sulle rive del Sesia. L'intera zona che circonda la città è pianeggiante ed è ricca di corsi d'acqua e canali, tra cui il canale Cavour, che permettono un'abbondante irrigazione del territorio fondamentale per la coltivazione del riso. La città si trova a metà strada tra le città di Milano e Torino. La città si trova su un territorio con rischio sismico quasi nullo; la pianura circostante è coltivata quasi interamente a risaie.

### Clima
Vercelli ha un clima temperato caldo, stabilmente umido, con estate molto calda (classificazione Köppen-Geiger Cfa) tipicamente padano, con inverni freddi e nebbiosi ed estati calde e molto afose. Le piogge cadono prevalentemente in primavera e autunno per un regime medio annuo di 824,3 mm. Il mese più piovoso è maggio, seguito da novembre. Ogni anno nel periodo compreso tra novembre e marzo, cadono in media 25 cm di neve. Nel periodo che va da aprile a settembre sono frequenti i temporali. Vercelli ha un tasso di umidità elevato anche nella stagione estiva a causa dell'evaporazione dell'acqua dalle risaie ed è una città poco ventilata.
| Vercelli                           | Mesi    | Mesi    | Mesi    | Mesi    | Mesi  | Mesi    | Mesi    | Mesi    | Mesi    | Mesi    | Mesi  | Mesi    | Stagioni | Stagioni | Stagioni | Stagioni | Anno  |
| Vercelli                           | Gen     | Feb     | Mar     | Apr     | Mag   | Giu     | Lug     | Ago     | Set     | Ott     | Nov   | Dic     | Inv      | Pri      | Est      | Aut      | Anno  |
| ---------------------------------- | ------- | ------- | ------- | ------- | ----- | ------- | ------- | ------- | ------- | ------- | ----- | ------- | -------- | -------- | -------- | -------- | ----- |
| T. max. media (°C)                 | 4,6     | 8,4     | 13,1    | 18,3    | 22,7  | 26,7    | 29,2    | 28,3    | 24,7    | 18,3    | 10,6  | 5,3     | 6,1      | 18,0     | 28,1     | 17,9     | 17,5  |
| T. min. media (°C)                 | −3,4    | −2,0    | 1,5     | 6,4     | 12,3  | 16,2    | 17,7    | 16,2    | 11,8    | 7,0     | 2,8   | −1,7    | −2,4     | 6,7      | 16,7     | 7,2      | 7,1   |
| Precipitazioni (mm)                | 44,4    | 46,7    | 62,8    | 82,2    | 93,2  | 73,6    | 54,2    | 61,0    | 70,8    | 88,4    | 93,0  | 54,0    | 145,1    | 238,2    | 188,8    | 252,2    | 824,3 |
| Giorni di pioggia                  | 4,9     | 4,4     | 5,8     | 7,2     | 8,5   | 6,8     | 4,9     | 5,7     | 5,5     | 6,9     | 6,9   | 5,4     | 14,7     | 21,5     | 17,4     | 19,3     | 72,9  |
| Umidità relativa media (%)         | 84      | 78      | 70      | 66      | 65    | 65      | 64      | 68      | 73      | 79      | 84    | 85      | 82,3     | 67       | 65,7     | 78,7     | 73,4  |
| Eliofania assoluta (ore al giorno) | 2,3     | 3,6     | 4,5     | 5,6     | 6,4   | 7,8     | 8,6     | 7,6     | 5,2     | 3,4     | 2,4   | 2,0     | 2,6      | 5,5      | 8,0      | 3,7      | 5,0   |
| Vento (direzione-m/s)              | WSW 2,1 | SSW 2,9 | SSW 4,0 | SSW 5,1 | S 4,9 | SSW 4,1 | SSW 3,2 | SSW 2,7 | SSW 2,6 | SSW 2,4 | N 2,3 | WSW 2,0 | 2,3      | 4,7      | 3,3      | 2,4      | 3,2   |

## Origini del nome
Ci sono varie teorie sull'origine del toponimo Vercelli. Per un'attendibile ricostruzione bisognerebbe risalire il corso della storia ricercando i vocaboli delle popolazioni che hanno segnato la lingua locale, della quale troviamo tutt'oggi tracce nel dialetto vercellese. Dai Liguri, la prima popolazione indigena stanziatasi in loco (età del bronzo, 2000 a.C. circa) e in seguito i Celti (V secolo a.C.) per poi giungere ai Libui (popolazione gallica) insieme con i Romani (222 a.C. e seguenti) i quali avrebbero assegnato (nel 49 a.C.) il municipium romano alla tribù Aniese.
Così, secondo la teoria di una struttura etnica celto-ligure, Vercelli sarebbe la coniazione del vocabolo Verk con il suffisso elle. Un'altra teoria basata su parole prettamente celtiche vorrebbe che Vercelli fosse la giunzione Wehr-Celt. Terza teoria, questa volta sulla binata celto-latino di ver-cellae, dove cellae significa luogo di dimora, mentre il prefisso ver è particella intensiva per indicarne la maggiore importanza; quindi con un riscontro nella stessa regione geografica troveremmo anche bu-cellae (in seguito Bugella, poi Bigella ovvero Biella) a indicare un centro di importanza minore.
Diversi sono anche i significati del nome di Vercelli: fortezza, stazione o anche mercato. Secondo alcuni storici il termine, molto diffuso nella Gallia Cisalpina, indicherebbe zone minerarie in uso, situate alla confluenza di corsi d'acqua e quindi ricche di minerali metalliferi. Tuttavia l'origine celtica del toponimo è stata messa seriamente in dubbio, poiché una località dal nome simile (Vercellium) è attestata anche nel territorio degli Irpini (una tribù sannitica dell'Italia meridionale), e la stessa radice sembrerebbe ricorrere inoltre nella parola etrusca uercna nonché nel nome personale Virgilio.
Si narra pure che Vercelli nacque con il nome Meropoli, dal suo fondatore, tanto ampia da includere anche Borgo Vercelli, estendendosi al di qua e al di là della Cesia (Sesia) sulla quale furono costruiti tre ponti. Le mura che circondavano la città sarebbero state alte 70 piedi ed intervallate da 300 torri per protezione. In seguito e per ordine di re Beloisio il nome di Meropoli mutò in Vercelli.

## Storia

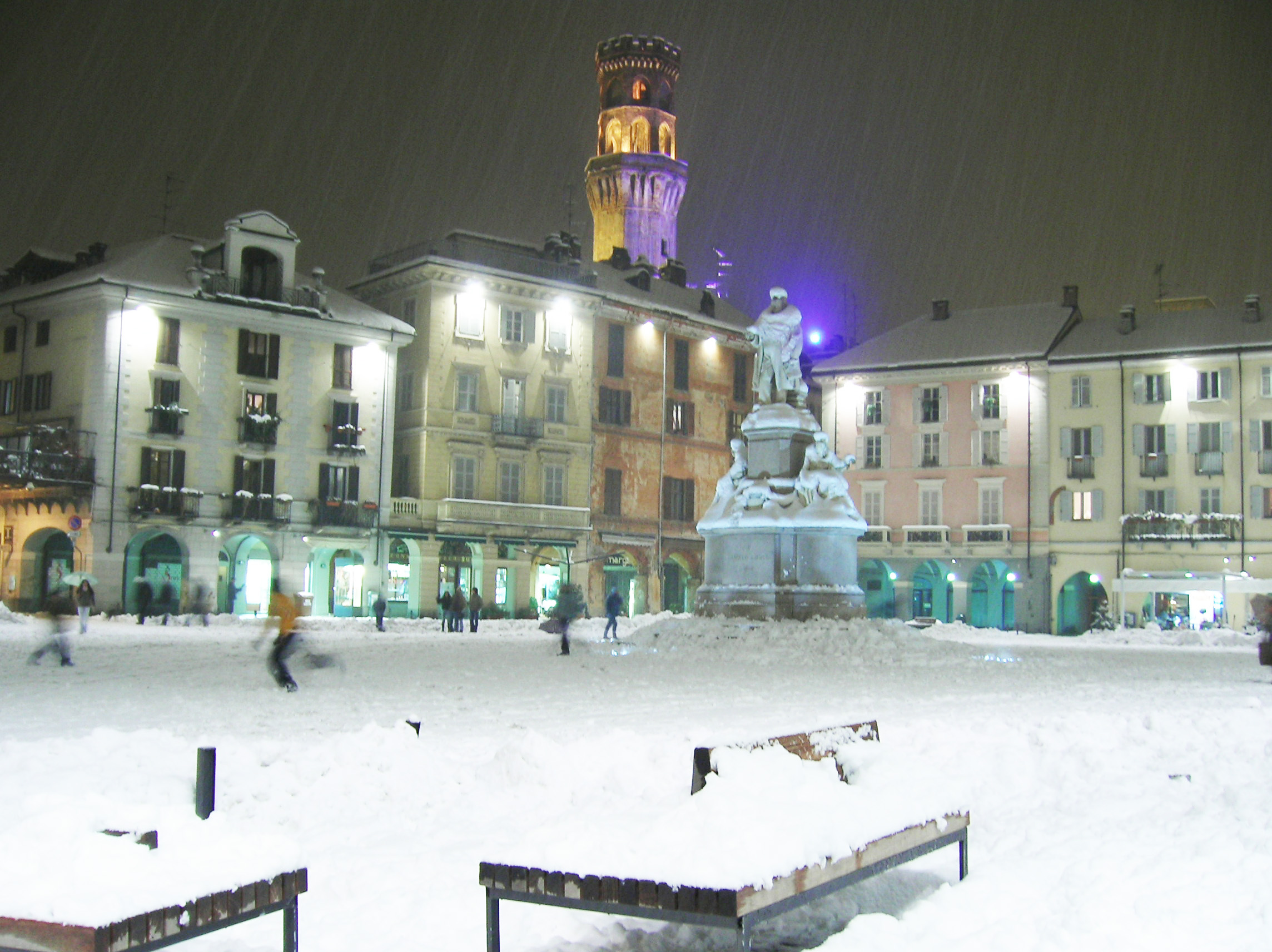
Piazza Cavour durante una nevicata.

### Età antica
Le origini di Vercelli ci sono sconosciute: alcuni storici però credono sia stata fondata dai Celti. Wehr-Celt ossia Rocca dei Celti è la denominazione che induce ad ascrivere ai Galli la fondazione dell'antica città. Situata lungo un importante asse viario dell'economia, la città di Vercelli, ribattezzata dai Romani Vercellae si sviluppò come centro urbano da un preesistente abitato celto-ligure in seguito all'occupazione romana risalente ai primi decenni del II secolo a.C. La definitiva vittoria dei romani sugli altri popoli della zona fu sancita nel 101 a.C., quando l'esercito guidato dal Gaio Mario sconfisse in battaglia la potente tribù germanica dei Cimbri ai Campi Raudii.
Nel 49 a.C. i vercellesi ottennero la piena cittadinanza romana e il centro, divenuto municipium, si arricchì di strade, monumenti, bagni pubblici, acquedotto, teatro e anfiteatro. Tra il I e il II secolo d.C. la fioritura del centro urbano proseguì senza sosta. Successivamente però, nei secoli III e IV l'importanza acquisita andò decadendo e le fortune legate a Vercelli declinarono in concomitanza con quelle dell'Impero Romano.

### Sant'Eusebio di Vercelli
La religione cristiana giunse in età costantiniana, precisamente nel 313, attraverso l'imperatore Costanzo II. Il primo vescovo, consacrato nel 345 da papa Giulio I, e che in seguito divenne anche il patrono della città, fu il noto Sant'Eusebio, primo vescovo in ordine cronologico presente in Piemonte. Sardo di nascita, personalità forte, egli divenne ben presto uno stimato pastore del Capitolo vercellese, noto in tutto il Piemonte (di cui divenne successivamente patrono), soprattutto come divulgatore del culto mariano della Madonna Nera, importato dalla Terra santa, quindi fondatore del Santuario di Oropa. L'arcidiocesi di Vercelli divenne quindi una delle più importanti tra le suffraganee della vicina Milano.

### Medioevo
Del periodo tardo antico e alto medioevale si hanno poche e incerte notizie. Dal VI all'VIII secolo la città rimase sotto il dominio longobardo e successivamente passò sotto la guida dei Franchi. Vercelli divenne allora contea e di fatto venne amministrata dai suoi vescovi. Dopo anni di incertezze, Vercelli si alleò con i milanesi e partecipò alle vicende della Lega Lombarda fino alla vittoriosa Battaglia di Legnano.
Nel XIII secolo si affermò progressivamente il regime comunale che diede il via al periodo più prospero di tutta la storia della città che aveva ottenuto il controllo sul territorio compreso tra le Alpi, il Po, la Sesia e la Dora Baltea, grazie anche all'atto del 24 aprile 1243 con il quale il cardinale Gregorio da Montelongo, legato pontificio, aveva ceduto al Comune la giurisdizione su tutti i territori appartenenti alla Diocesi di Vercelli, in quel momento vacante, conservando a quest'ultima la giurisdizione minore; la cessione, di considerevole entità, fu impugnata dai vescovi successivi, con alterno successo. Nel 1219, per volere del cardinale Guala Bicheri incominciarono i lavori per la realizzazione dell'Abbazia di Sant'Andrea e cinque anni dopo nacque l'ospedale attiguo. Nel contempo il comune promosse l'istituzione della prima università degli studi del Piemonte e il 10 luglio 1243, Vercelli fu la prima città in tutta la penisola ad abolire la servitù della gleba.
A seguito delle lunghe lotte tra Guelfi e Ghibellini, capeggiati rispettivamente dagli Avogadro e dai Bicheri-Tizzoni, il comune passò al dominio straniero e nel 1335 Vercelli perse per sempre la sua autonomia politica.

### Età moderna

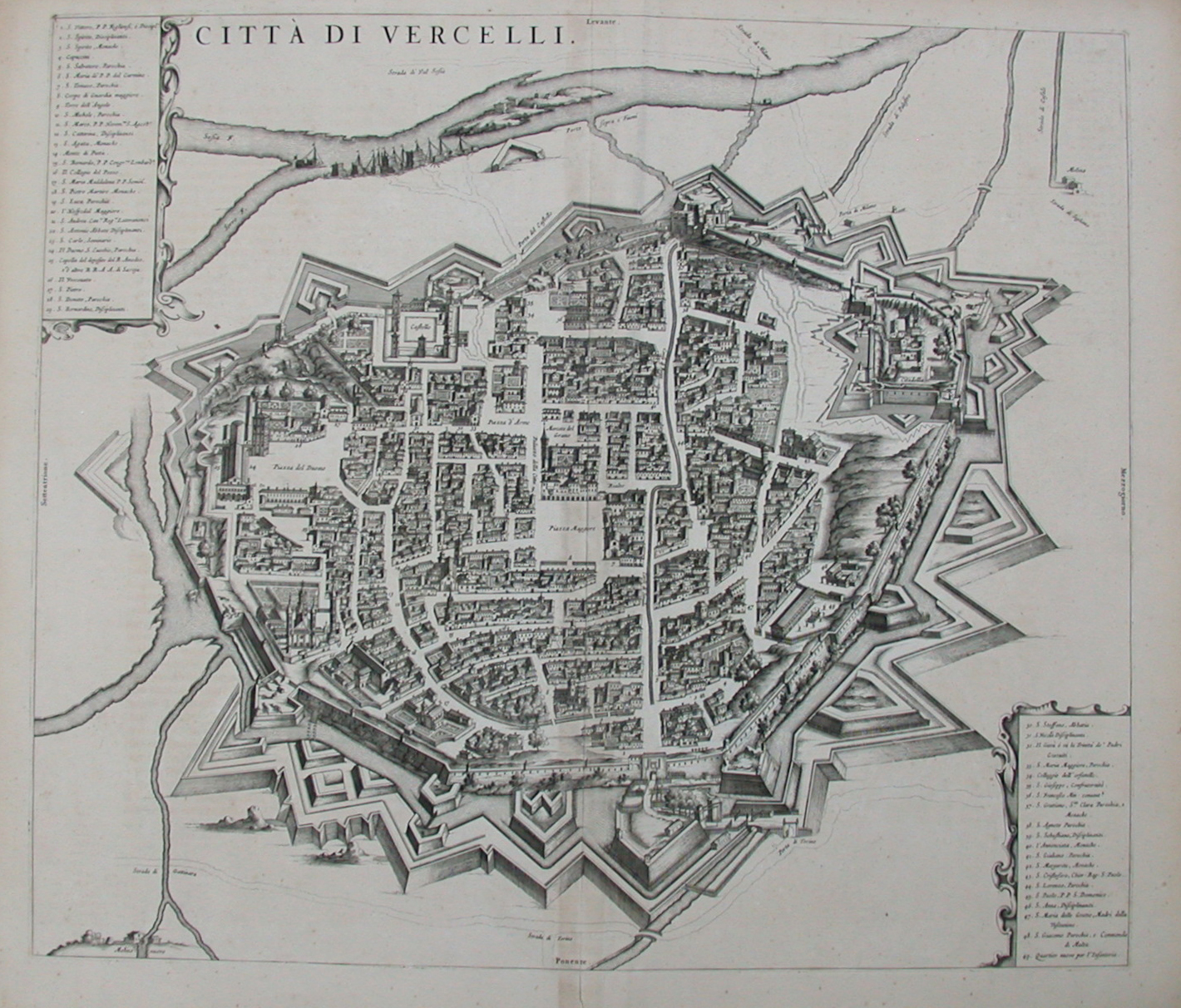
Theatrum Sabaudiae: Vercelli nel 1682

Sotto il dominio dei Visconti si registrò un periodo di relativa tranquillità finché nel 1427 la città andò sotto al ducato di Savoia e si arricchì rapidamente. Vercelli fu uno dei maggiori centri culturali del Piemonte rinascimentale. Alla fine del Cinquecento, Vercelli conservava ancora gran parte del patrimonio artistico e storico paleocristiano, medievale e rinascimentale ma il progetto di Carlo Emanuele I di fare di Vercelli una città fortezza ferma l'espansione della città, bloccandola per oltre un secolo nelle sue possenti mura, come ben appare dalla carta edita nel Theatrum Sabaudiae del 1682.
Nel '600 le guerre, le pestilenze e il dominio degli spagnoli non danno respiro alla città.
Nel 1704 si verificò l'ultimo assedio di Vercelli con la distruzione delle mura e della cittadella da parte dell'esercito del duca di Vendôme durante la guerra di successione spagnola ma il trattato di Utrecht del 1713 segnò il ritorno ai Savoia. Durante il periodo napoleonico Vercelli conquistò il titolo di capoluogo del Dipartimento del Sesia e fu unita allo Stato francese.
Nella seconda metà del Settecento cominciano a delinearsi piazze e viali che ancora oggi danno unità organica alla città, vengono eretti palazzi di notevole bellezza. Il 27 maggio 1800, durante la seconda campagna d'Italia di Napoleone, la città venne presa dalle truppe del generale Gioacchino Murat.

### Età contemporanea
Dopo la restaurazione dello Stato Sabaudo, risalente al 1814, i vercellesi parteciparono ai moti di rivolta liberale del 1821 e alle lotte risorgimentali.
Nei primi trent'anni dell'Ottocento si ebbero diverse costruzioni come il Teatro nuovo, divenuto poi Teatro Civico inaugurato nel 1815, e il macello pubblico.
Poi fu la volta delle Guerre d'Indipendenza che portarono gravi danni alla città. Dopo l'Unità d'Italia l'attività edilizia ristagnò, ma vide la nascita di piazza Torino (ora Pajetta), la sistemazione di Porta Milano, la costruzione della sinagoga ebraica.
Nel XX secolo, fra i fatti degni di nota la lotta partigiana e la situazione disastrosa dopo la Liberazione.
All'inizio del Novecento la città conobbe un'espansione notevole. Con la rinascita degli anni cinquanta e le vicissitudini più recenti, Vercelli tornò alla tranquillità e l'agricoltura risorsa portante del territorio si trasformò grazie alla crescente meccanizzazione dei mezzi di lavorazione. Tutt'oggi, per la provincia delle terre d'acqua, la risicoltura rappresenta una vera e propria ricchezza che caratterizza il paesaggio rurale, tipico per le risaie, e si pone come fattore trainante dell'economia della zona. Tuttavia, proprio a causa della meccanizzazione, l'agricoltura non offre più grandi opportunità di lavoro. Inoltre la città ha risentito della recente crisi del settore tessile, con la conseguente chiusura di alcuni importanti siti industriali. La carenza di grandi opportunità lavorative ha spinto molti vercellesi al pendolarismo verso le vicine Torino e Milano.

### Simboli

Il gonfalone municipale

Lo stemma è stato concesso con regio decreto del 2 ottobre 1929 ed è costituito da uno scudo con una croce rossa su campo argenteo. È sormontato da una corona muraria del rango di città, con otto torri (cinque visibili) dorate, aperte e finestrate di nero. Lo scudo è contornato da un serto d'alloro e ulivo, coi rami incrociati sotto la punta, serrati da un nastro tricolore e da un cartiglio argenteo riportante il motto POTIUS MORI QUAM FOEDARI ("Meglio morire che tradire").

### Onorificenze
La città di Vercelli è la 22ª tra le 27 città decorate con Medaglia d'Oro come "Benemerite del Risorgimento nazionale" per le azioni altamente patriottiche compiute dalla città nel periodo del Risorgimento, periodo compreso tra i moti insurrezionali del 1848 e la fine della prima Guerra Mondiale nel 1918.

## Monumenti e luoghi d'interesse

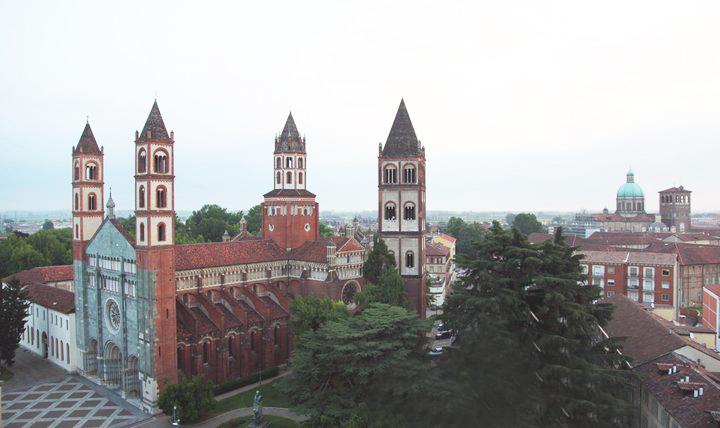
La Basilica di Sant'Andrea.

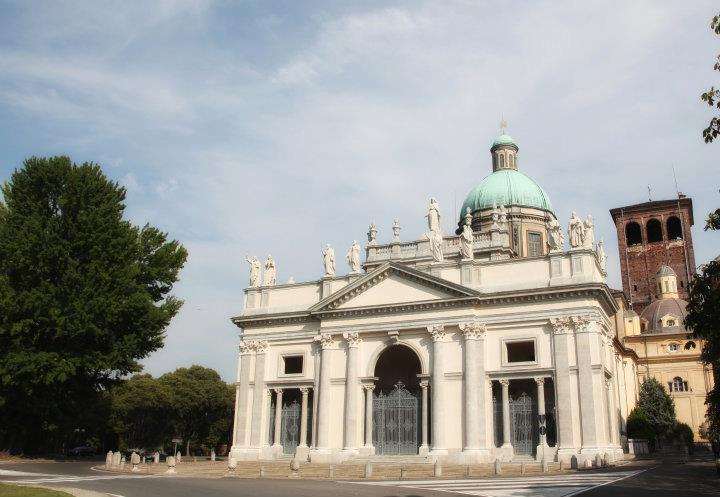
Il Duomo.

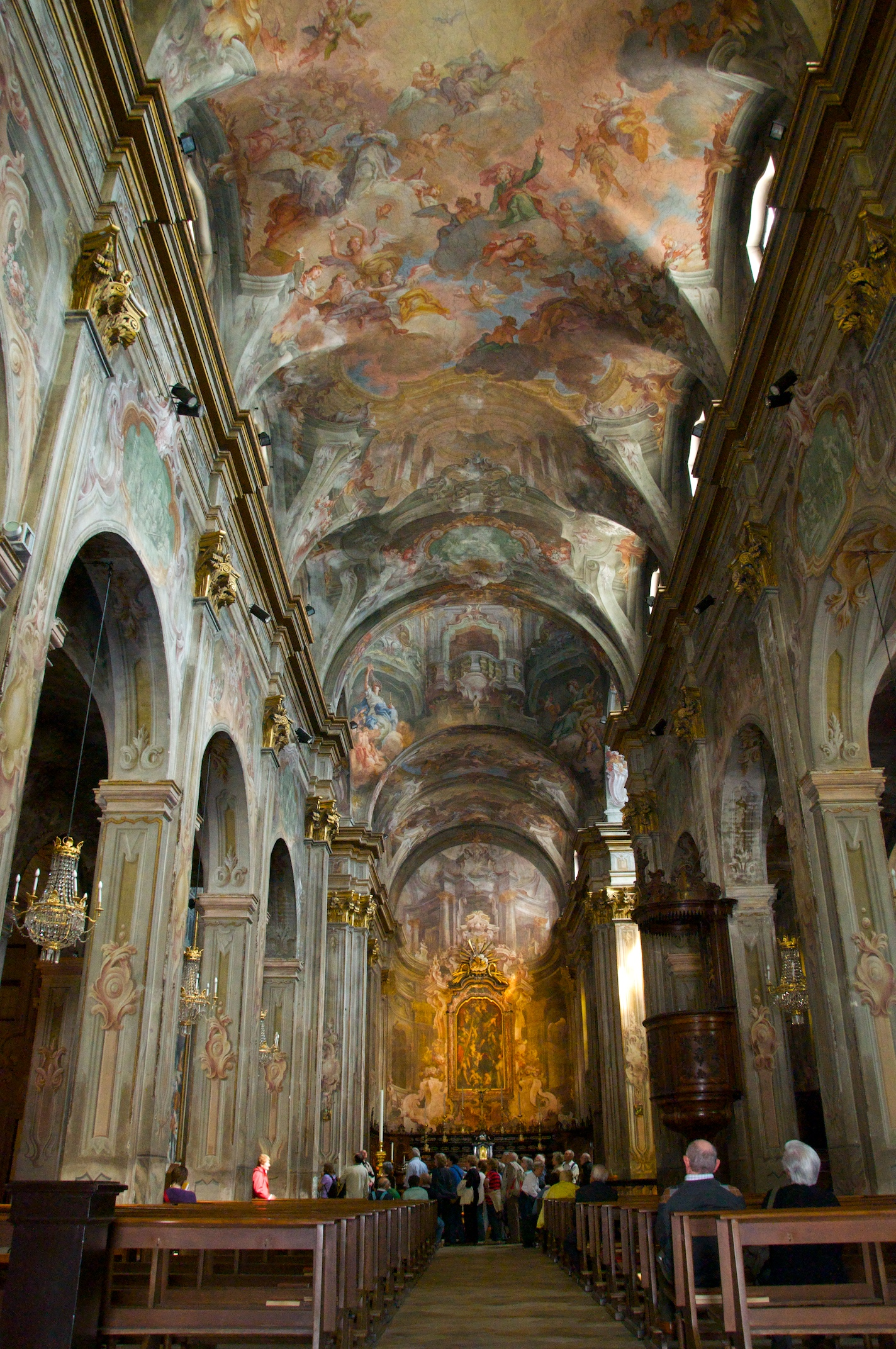
Chiesa di San Cristoforo.

Vercelli, dopo Torino e insieme con Asti, è una delle principali città d'arte del Piemonte in quanto custode di un ricco patrimonio artistico e architettonico.
Nonostante la presenza di alcune pesanti alterazioni del dopoguerra, chiese, torri, piazze e palazzi caratterizzano il centro storico medievale della città.

### Architetture religiose
Abbazia di Sant'Andrea
L'abbazia è il simbolo di Vercelli e il suo monumento più insigne. La basilica costruita in soli nove anni tra il 1219 e il 1227 per volere del cardinal Guala Bicheri, occupa un posto di rilievo nella storia dell'arte poiché è uno dei primissimi esempi di gotico d'oltralpe presenti in Italia, splendidamente fuso con lo stile romanico lombardo. La facciata a capanna è stretta all'estremità da due svettanti campanili cuspidati ed è rivestita in pietra verde di Varallo. La stessa è percorsa in orizzontale da due ordini di loggette al di sotto delle quali si apre il grande rosone. Due dei tre portali d'ingresso strombati presentano lunette di scuola antelamica. Le strutture in puro gotico invece esaltano il maestoso interno a tre navate con un altissimo transetto, mentre all'incrocio si eleva la torre ottagonale del tiburio. Tra le costruzioni dell'abbazia spiccano il chiostro con decorazioni rinascimentali e la notevole Sala capitolare. Tra le opere d'arte oltre al coro intarsiato del 1511 notevole è la Tomba del primo abate, l'esegeta Tommaso Gallo, con affreschi del XIV secolo.
Duomo (Basilica Cattedrale Metropolitana di Sant'Eusebio)
L'imponente Cattedrale neoclassica che si può ammirare oggi è il risultato finale di vicissitudini architettoniche che incominciarono a partire dalla fine del IV secolo per volere di Sant'Eusebio primo vescovo di Vercelli e del Piemonte. Egli fece edificare in un'area necropolare ai margini della città una chiesa dedicata al primo martire cristiano locale, San Teonesto, sostituita poi da una grandiosa basilica paleocrisitana (V secolo e seguenti) su modello di San Pietro antico di Roma, dotata di Capitolo e sede di un importante scriptorium. Di essa ci rimangono il severo campanile romanico (XII sec.) ma soprattutto il grandioso crocifisso in lamine d'argento, capolavoro dell'arte ottoniana (X sec.). Durante la Controriforma si decise di abbattere il vetusto edificio partendo dall'abside che fu ricostruita nel 1570 su progetto di Pellegrino Tibaldi insieme con le sacrestie. Fu poi costruita la cappella del Beato Amedeo IX da Michelangelo Garove, allievo del Guarini e sempre a cura di architetti della corte sabauda proseguiranno i lavori con la costruzione delle tre navate, delle cappelle laterali e dell'atrio neoclassico su disegni di Benedetto Alfieri. Nel 1860 infine fu innalzata la cupola. 
Chiesa di San Cristoforo
Costruita nel 1515, questa chiesa vanta splendidi capolavori di Gaudenzio Ferrari, il più illustre esponente della pittura rinascimentale piemontese. Oltre alla pala d'altare della Madonna degli Aranci, l'artista valsesiano ha realizzato un vasto ciclo di affreschi rappresentanti le Storie di Maria Maddalena, le Storie di Maria Vergine, la Crocifissione, l'Assunzione della Vergine nonché un elegante fregio a grottesche. Nella pala d'altare vi è dipinta una delle prime rappresentazioni pittoriche del violino. L'edificio sacro conserva la struttura cinquecentesca con facciata di impronta rinascimentale, la divisione in tre navate con tiburio, transetto e vasto presbiterio. Questo è separata dall'aula da un'elegante balaustra realizzata su disegno di Filippo Juvarra (1730), mentre la volta e le pareti sono state affrescate tra il 1742 e il 1746 a trompe l'oeil dai fratelli Giovannini da Varese. Sempre allo stesso periodo risalgono il pulpito, gli stalli del coro, i confessionali e gli armadi della sacrestia, raffinati lavori barocchi a intaglio. Da segnalare inoltre il pregevole crocifisso ligneo dell'altare maggiore, un crocifisso gaudenziano del XVI secolo, la cappella laterale della navata destra riproducente fedelmente la Santa Casa di Loreto e le tele del Mayerle conservate in sacrestia.
Chiesa di San Giuliano
La tradizione vuole che la chiesa sia antichissima e che Sant'Eusebio vi abbia trovato rifugio quando fu perseguitato dagli ariani. A ricordo di tale fatto, per consuetudine, i vescovi prima di prendere possesso della carica, giunti in città vestivano in questa chiesa gli abiti pontificali per poi raggiungere in processione dapprima Santa Maria Maggiore e infine il Duomo. Sita sul Corso Libertà mantiene il tradizionale orientamento est-ovest. Rimaneggiata nel corso dei secoli all'interno sulle colonne presenta interessanti affreschi di Girolamo Giovenone e di Bernardino Lanino. Sempre lo stesso autore dipinse nel 1547 la Deposizione presente in copia (l'originale è nella Pinacoteca Arcivescovile). Vi sono anche un'Adorazione dei Magi e una Resurrezione di scuola Gaudenziana. Murata nel campanile c'è una testina proveniente da una statua romana.
Basilica Concattedrale di Santa Maria Maggiore
Sotto lo stesso titolo sita circa a 100 metri di distanza sorgeva la prima chiesa cristiana della città (IV sec.) nonché prima cattedrale. Ricostruita nel XII secolo custodiva opere d'arte di grande pregio. Demolita nel 1777 non restano che frammenti del mosaico pavimentale ed il portale romanico. La costruzione dell'attuale edificio invece fu incominciata nel 1741 su incarico dei Gesuiti e su disegni di Filippo Juvarra. Assunse in seguito allo scioglimento dell'ordine il titolo, il rango di Basilica e di Concattedrale della precedente chiesa.
Chiesa di San Paolo

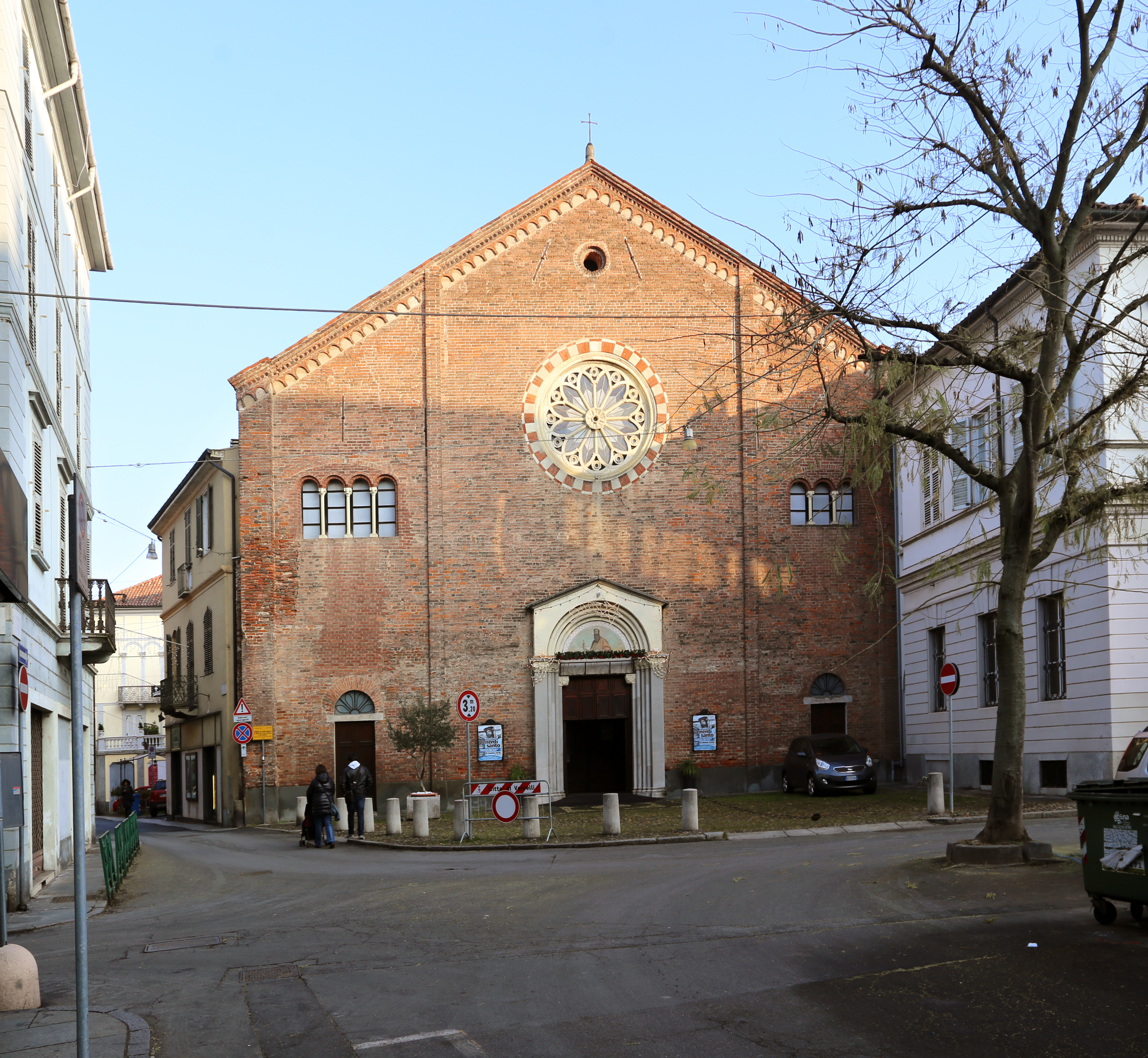
Facciata della chiesa dei Santi Tommaso e Teonesto in San Paolo

La costruzione della chiesa è incominciata nel 1260 per volere dei padri domenicani. Del primitivo edificio rimangono la facciata a capanna in laterizio con rosone e le prime tre campate di forme gotiche. Nel XVIII secolo le restanti due campate e l'abside sono state ricostruite in forme tardobarocche. 

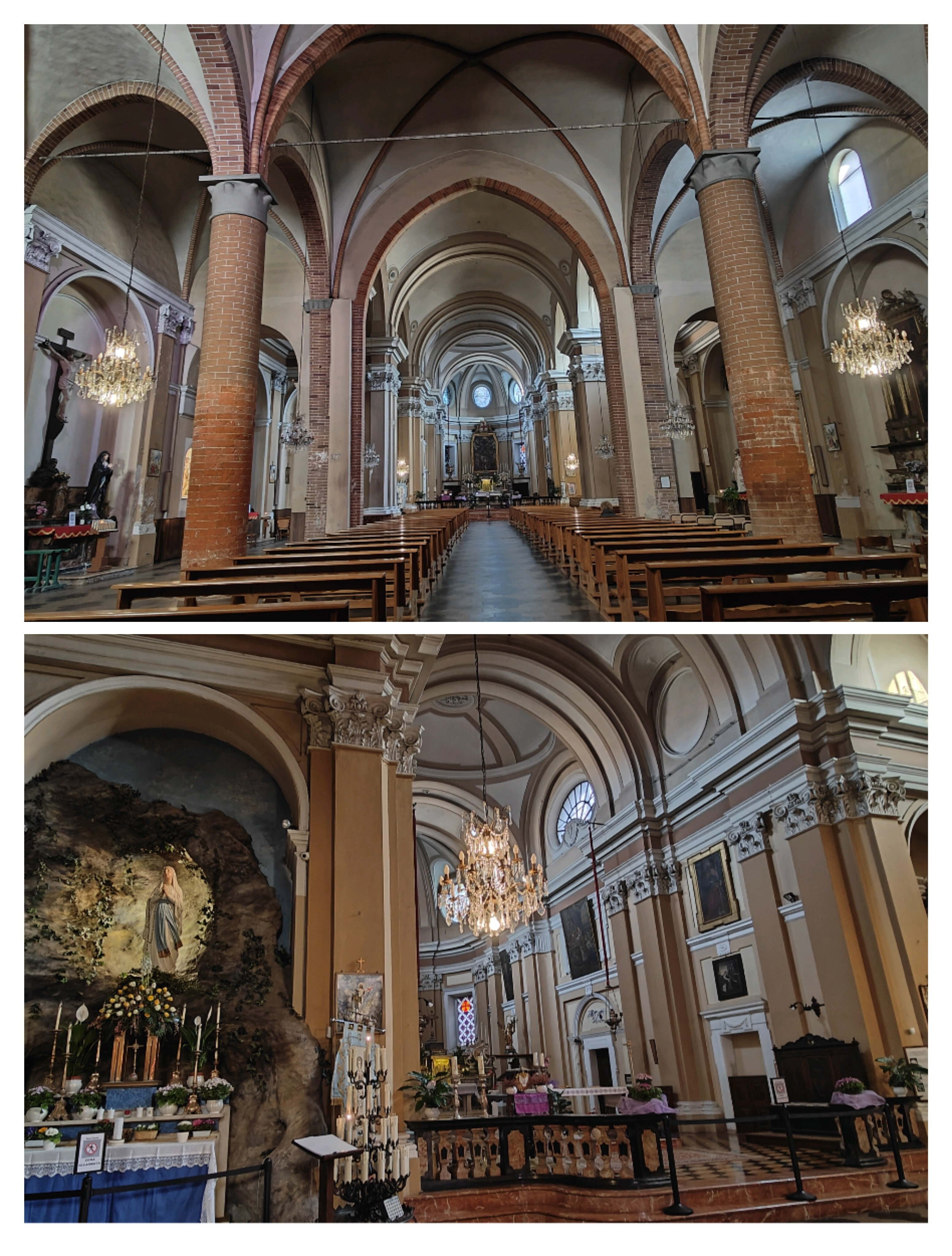
L'interno della chiesa dei Santi Tommaso e Teonesto in San Paolo; sopra: visto dall'ingresso, sotto: la grotta dedicata alla Madonna di Lourdes vicino all'altare

Nell'interno si conservano due opere di Bernardino Lanino, una Natività e la pala d'altare, la Madonna delle Grazie. Dipinta nel 1568 è racchiusa in una cornice dorata sormontata dallo stemma civico poiché il dipinto è stato commissionato dalla Città come ex-voto per la liberazione dalle truppe francesi. In un ambiente di passaggio verso la sacrestia è affrescata una Teoria di Santi del XIV secolo. Imponente il campanile quattrocentesco con eleganti bifore e sormontato da una cuspide ottagonale.
Chiesa di San Bernardo

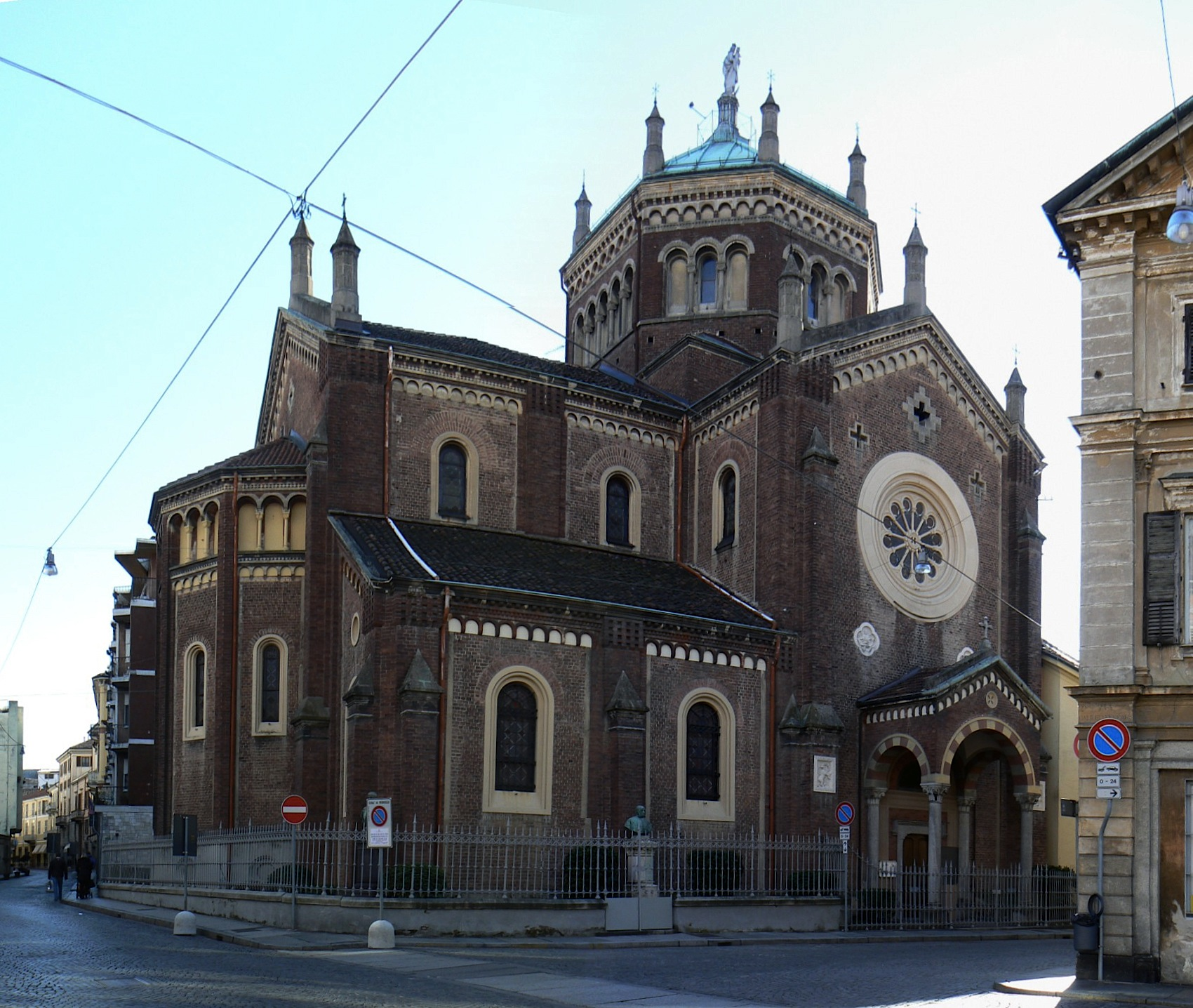
Chiesa di San Bernardo.

La chiesa è il più antico monumento ecclesiastico esistente in Vercelli, eretto in forme romaniche tra il 1151 e il 1168. La caratteristica facciata a capanna in laterizio, le sculture della stessa e i capitelli interni costituiscono un'importante testimonianza della scultura locale del XII secolo. È sede di un importante centro di devozione popolare mariana, il Santuario Diocesano della Madonna degli Infermi che secondo la tradizione avrebbe liberato nel 1630 la popolazione dalla peste. Per contenere il crescente flusso di fedeli venne ampliata nel corso del XIX secolo demolendone purtroppo il tiburio e l'abside. Infine nel 1896 ci fu un secondo ben più ampio ampliamento su progetto di Giuseppe Locarni in stile neoromanico.
Chiesa di Santa Chiara

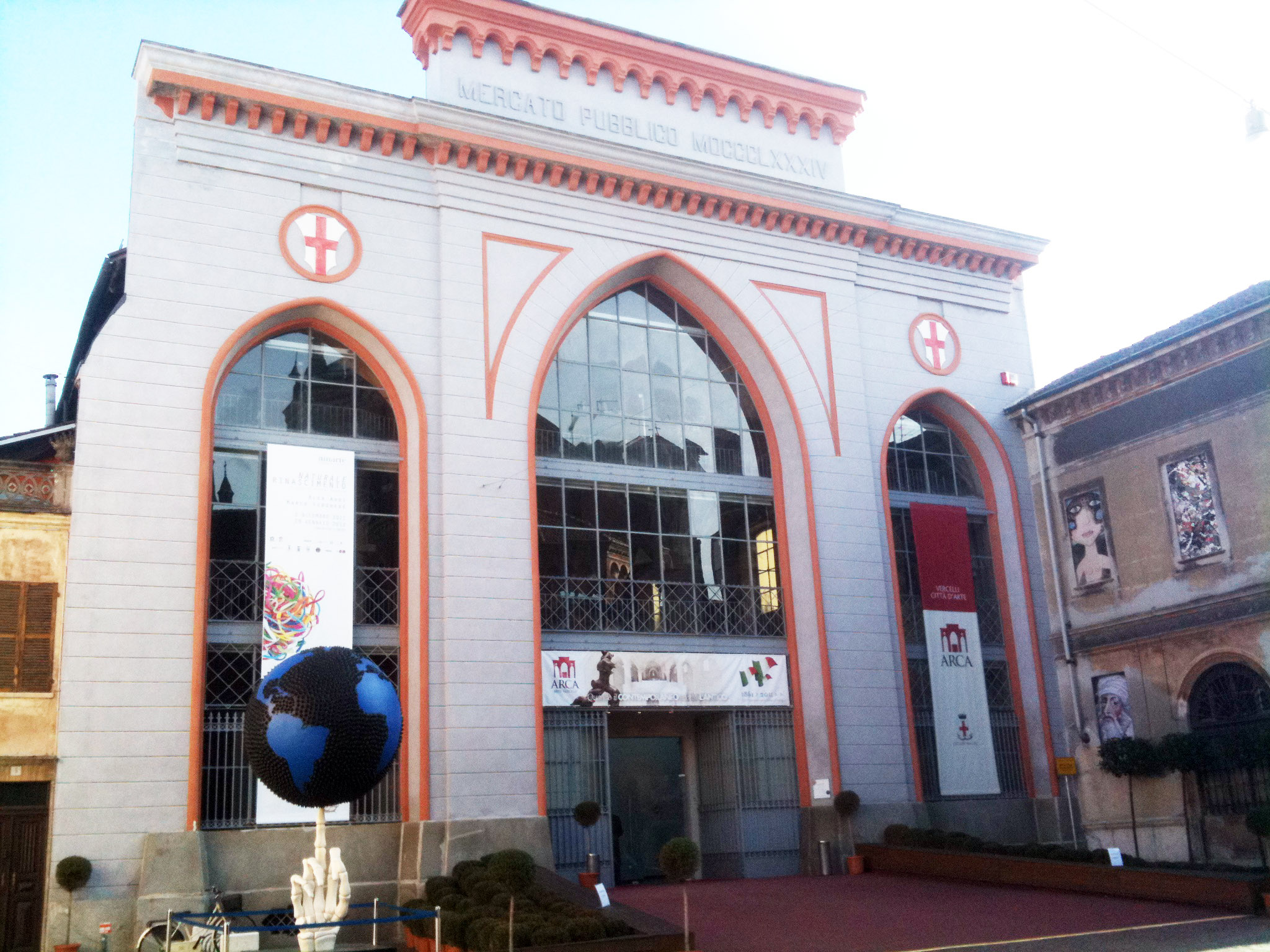
ex Chiesa di San Marco.

Progettata da Bernardo Antonio Vittone nel 1754 in puro stile barocco ora è adibita a spazio espositivo. La facciata elegante e slanciata presenta raffinati motivi curvilinei che rendono all'esterno i movimenti interni della pianta. L'interno è estremamente luminoso con armonico sviluppo verticale. L'impianto è esagonale con angoli convessi smussati, la decorano vivaci affreschi e stucchi. Il complesso monastico fatto costruire dalle Clarisse si compone di un cortile dove si può ammirare l'ambulacro absidale progettato da Ignazio Galletti, il monastero ora sede della Scuola Comunale di Musica Vallotti e la manica medioevale ora sede del Museo Archeologico Città di Vercelli "Luigi Bruzza". Annesso alla chiesa vi è inoltre il chiostro gotico di San Graziano. 
Ex Chiesa di San Marco Polo Espositivo ARCA
Un tempo una della chiese più importanti e vaste della città, sede delle sepolture della famiglie più illustri dopo enormi rimaneggiamenti ora è sede di un importante spazio espositivo. Iniziatasi nel 1266 presenta un interno a tre navate sorrette da pilastri cilindrici. Con la soppressione napoleonica degli ordini monastici conobbe vari usi sino a diventare mercato coperto, per questa sua destinazione fu snaturata la facciata e rialzato il pavimento. Negli anni 2000 è incominciato il recupero dell'edificio che ha comportato la scoperta di un vasto ciclo di affreschi che si stanno restaurando. Va segnalato il grande affresco gotico rappresentante l'albero di Jesse posto all'ingresso del complesso.

#### Seminario arcivescovile

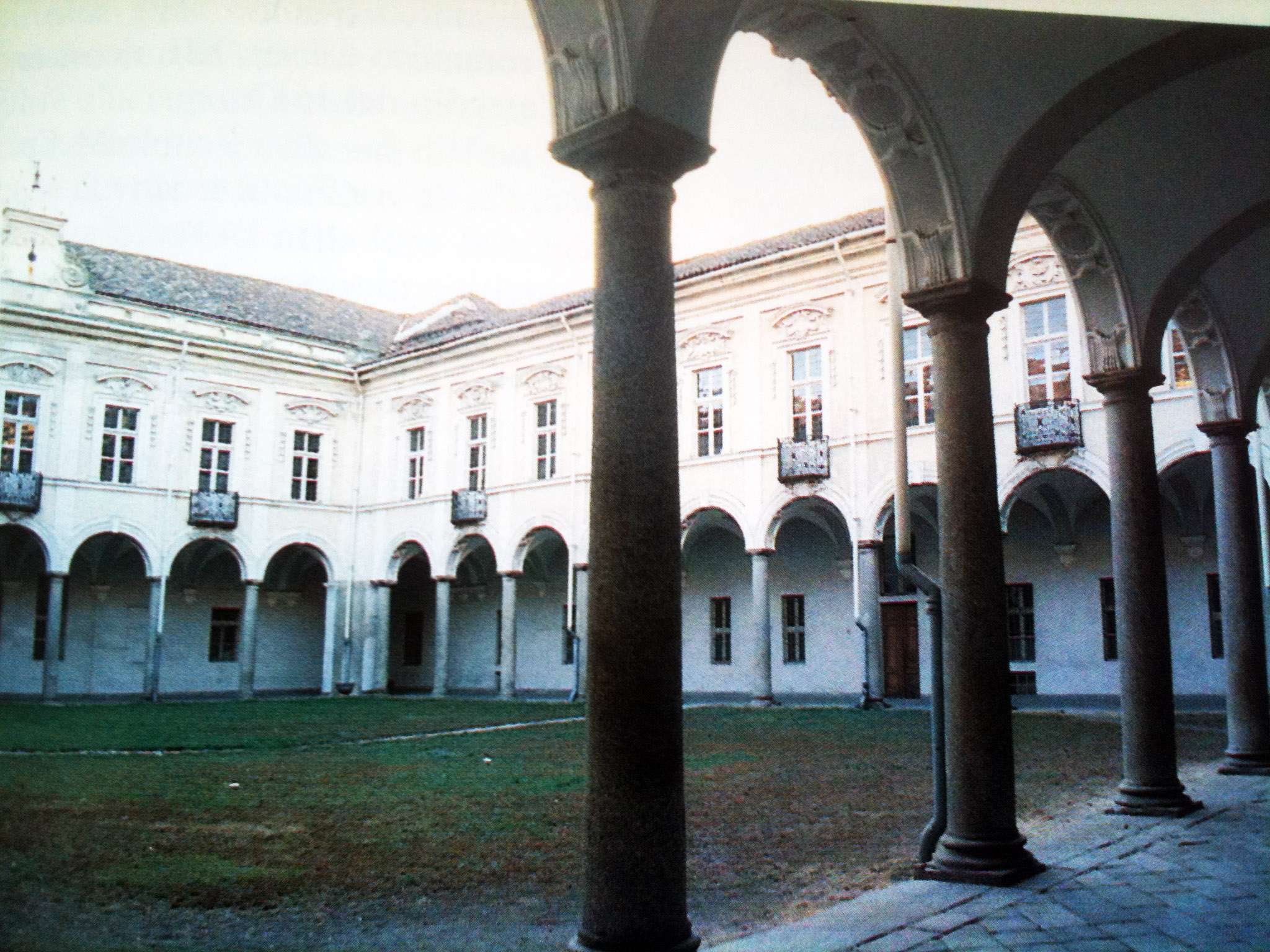
Seminario Arcivescovile.

Fondato nel 1572-87 per volontà del vescovo Francesco Bonomi, è costituito da una serie di edifici, la cui parte più antica è stata progettata da Filippo Juvarra: l'elegante cortile interno e la facciata posteriore in cotto. Nel salone di Sant'Eusebio sono altresì conservati affreschi di Bernardino Lanino con Scene dell'Eneide. Il Seminario ospita inoltre le Biblioteche Agnesiana e Diocesana, che custodiscono un ricco patrimonio di pergamene e libri antichi.

#### Palazzo Arcivescovile
Il Palazzo Arcivescovile sorge addossato al Duomo in piazza D'Angennes ed è la residenza arcivescovile da almeno sette secoli. Nella facciata sono visibili vaste porzioni di finestroni rinascimentali in cotto mentre nei cortili interni si notano bifore e trifore murate. Molti ambienti sono decorati con affreschi a grottesche e soffitti a cassettoni e nella Sala del Trono vi è affrescata la Cronotassi aggiornata degli arcivescovi. Per la sua importanza ha ospitato molti Duchi di Savoia nei loro periodi di permanenza in città. Attualmente vi hanno sede il museo del tesoro del Duomo e l'archivio e la Biblioteca Capitolare.

#### Sinagoga

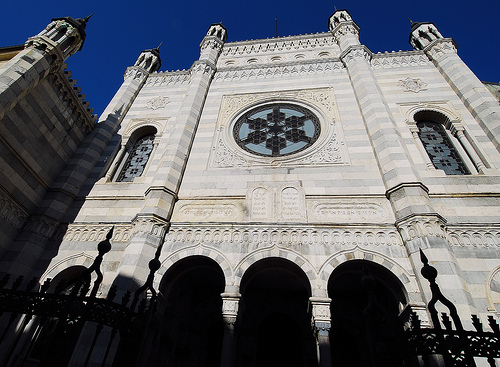
La Sinagoga.

Vercelli è sede di un'importante comunità ebraica in Italia. La presenza di ebrei in città è documentata dal 1446, ma raggiunse la massima espansione nel 1848, quando contava oltre 600 membri. Proprio nel XIX secolo fu inaugurata una vasta Sinagoga opera dell'architetto Giuseppe Locarni, caratterizzata da una particolare facciata a bande bicolore in pietra arenaria.
Oltre al tempio israelitico resta inoltre il cimitero ottocentesco, ampliato nel 1914 e recentemente restaurato.

### Architetture civili
Palazzo Centori

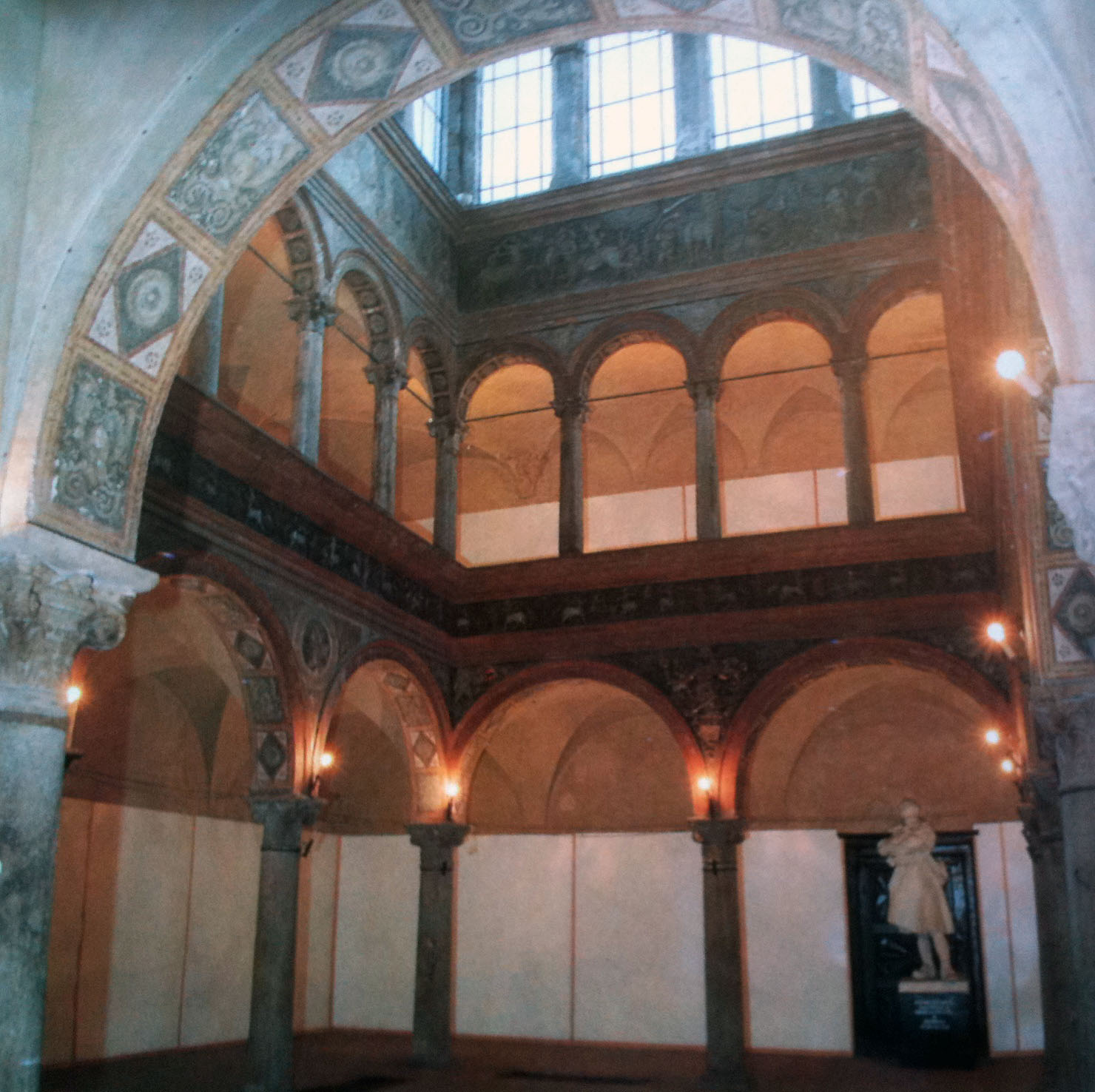
Palazzo Centori.

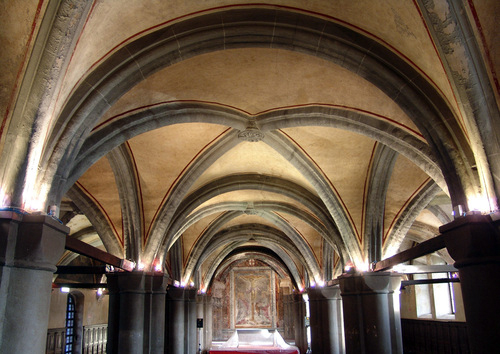
Salone Dugentesco.

Realizzato nel XV secolo è considerato il più bel monumento laico del Rinascimento vercellese. Dimora della famiglia patrizia dei Centori ha conservato lo straordinario cortile interno in stile bramantesco, unico esempio in Piemonte. La corte rettangolare è formata da dieci colonne che sorreggono archi a tutto sesto, il loggiato sovrastante ha doppio numero di colonne e medesimi archi. Su di questi poggiano i pilastri che sorreggono la volta. Interessante risulta l'apparato decorativo: la decorazione a fresco posta tra gli intradossi e i timpani è espressione della cultura umanistica del tempo. Le arcate sono profilate da risalti in terracotta e sotto il parapetto vi è un cornicione anch'esso in terracotta. Tra un'arcata e l'altra sono affrescate teste di Imperatori mentre i due fregi tra un piano e l'altro presentano motivi mitologici. Dopo secoli di declino il palazzo venne acquistato dal Comune e interamente restaurato tra il 1929 e il 1934. Fu Carlo Nigra che progettò la facciata in stile quattrocentesco mentre Carlo Cussetti con metodo ricostruttivo restaurò le superfici affrescate. Dopo i restauri conclusosi nel 2017 sarà destinato a scopi culturali.
Salone Dugentesco
Preceduto da un porticato ad archi ogivali, il Dugentesco fu fondato nel 1223. In origine era l'ospitale che accoglieva i pellegrini.
L'ingresso è sormontato da una lunetta dipinta del '200. La sala ampia, divisa longitudinalmente in tre navi con volte tardogotiche e pilastri cruciformi, conserva un affresco del XVI secolo. Oggi il salone è utilizzato per eventi culturali e musicali.
Teatro Civico

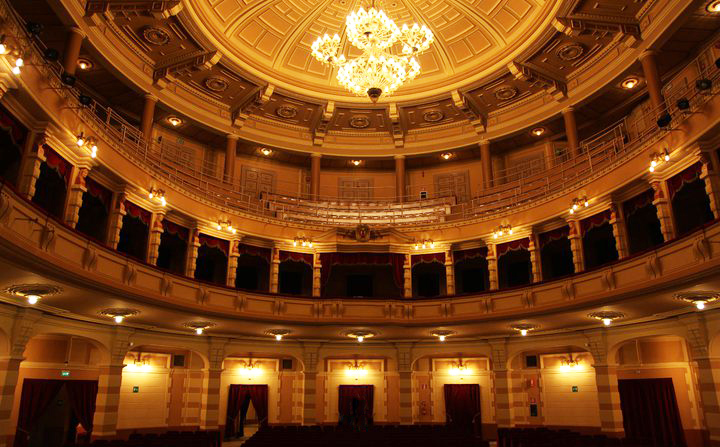
Teatro Civico.

L'idea della costruzione di un teatro dell'aristocrazia vercellese nacque durante il periodo della dominazione francese.
La nascita del teatro è da collegarsi alla nascita di una società di nobili cittadini vercellesi che affidò all'architetto Nicola Nervi la progettazione di quello che costituirà il teatro in uso fino agli anni venti.
L'apertura nel 1872 di un altro teatro cittadino, il Fachinetti (futuro Teatro Verdi) provoca un progressivo declino dell'attività del Teatro Civico sino alla sua distruzione nel 1923 causata da un incendio doloso.
Si decise allora di ricostruirlo sullo stesso luogo, in via Monte di Pietà. L'attuale teatro progettato da Guido Allorio, Paolo Verzone e Giuseppe Rosso è un teatro all'italiana con vasta platea e un solo ordine di palchi sovrastato dalla galleria per un totale di circa 800 posti di capienza. Fu inaugurato i 28 ottobre 1931 con L'Aida di Giuseppe Verdi.
Per quanto riguarda l'offerta musicale è da sottolineare il famoso Concorso Internazionale G. B. Viotti e il Viotti Festival che ogni mese ospita i più celebri musicisti insieme con l'Orchestra della Camerata Ducale.
Palazzo Avogadro della Motta
Accanto a Palazzo Mella sorge il palazzo Avogadro della Motta fatto costruire nelle forme attuali dal conte Eusebio nel 1781 su progetto del torinese Michele Richiardi. Sul frontone centrale campeggia lo stemma degli Avogadro, una delle più illustri famiglie locali. In questo palazzo soggiornarono diversi personaggi illustri tra i quali Napoleone nel 1800 e nel 1805, re Carlo Felice nel 1828 e nel 1831, Vittorio Emanuele II nel 1859 e il Conte di Torino nel 1902. Come riportato in una lapide posta sulla facciata, proprio durante il soggiorno di Napoleone, grazie alla intercessione del vescovo Carlo Filippa di Martiniana, proprio qui incominciarono le trattative che portarono al Concordato tra la Santa Sede e l'Impero Francese.
Palazzo Bartolomeo di Gattinara
Il Palazzo, sito in via Camillo Leone, conserva una facciata dalla pure linee rinascimentali. Al primo piano si aprono sette finestroni incorniciati e spartiti da croce guelfa mentre sul portale si legge che Bartolomeo da Gattinara lo fece costruire per sé, per i suoi amici e i posteri nel 1541. Bartolomeo (1480-1544) appartenente alla famiglia patrizia dei Gattinara, cugino di Mercurino, gran cancelliere di Carlo V, ebbe una vita avventurosa. Fu giureconsulto, cancelliere del Regno di Napoli, consigliere di Carlo II di Savoia e assistette persino al Sacco di Roma del 1527.
Palazzo Murazzano
In piazza D'Angennes, sul luogo ove sorgeva l'ospedale medioevale di Santa Brigida degli Scoti, istituzione sorta per accogliere i pellegrini in cammino sulla Via Francigena provenienti dalle Isole Britanniche, sorge ora il Palazzo Murazzano. La vasta costruzione seicentesca ha facciata in cotto ed è scompartita da dieci lesene con il portone d'ingresso sormontato da una balconata sorretta da quattro colonne. Notevole lo scalone d'onore. Ora è sede della casa madre delle Suore di Loreto.
Palazzo Montanaro di Viancino
Sorge nella centrale via Verdi ed è un elegante esempio di barocco piemontese, fatto costruire nel 1753 presenta la facciata a mattoni a vista. Alcuni critici ne hanno attribuito il disegno a Benedetto Alfieri.

### Le torri
Torre dell'Angelo

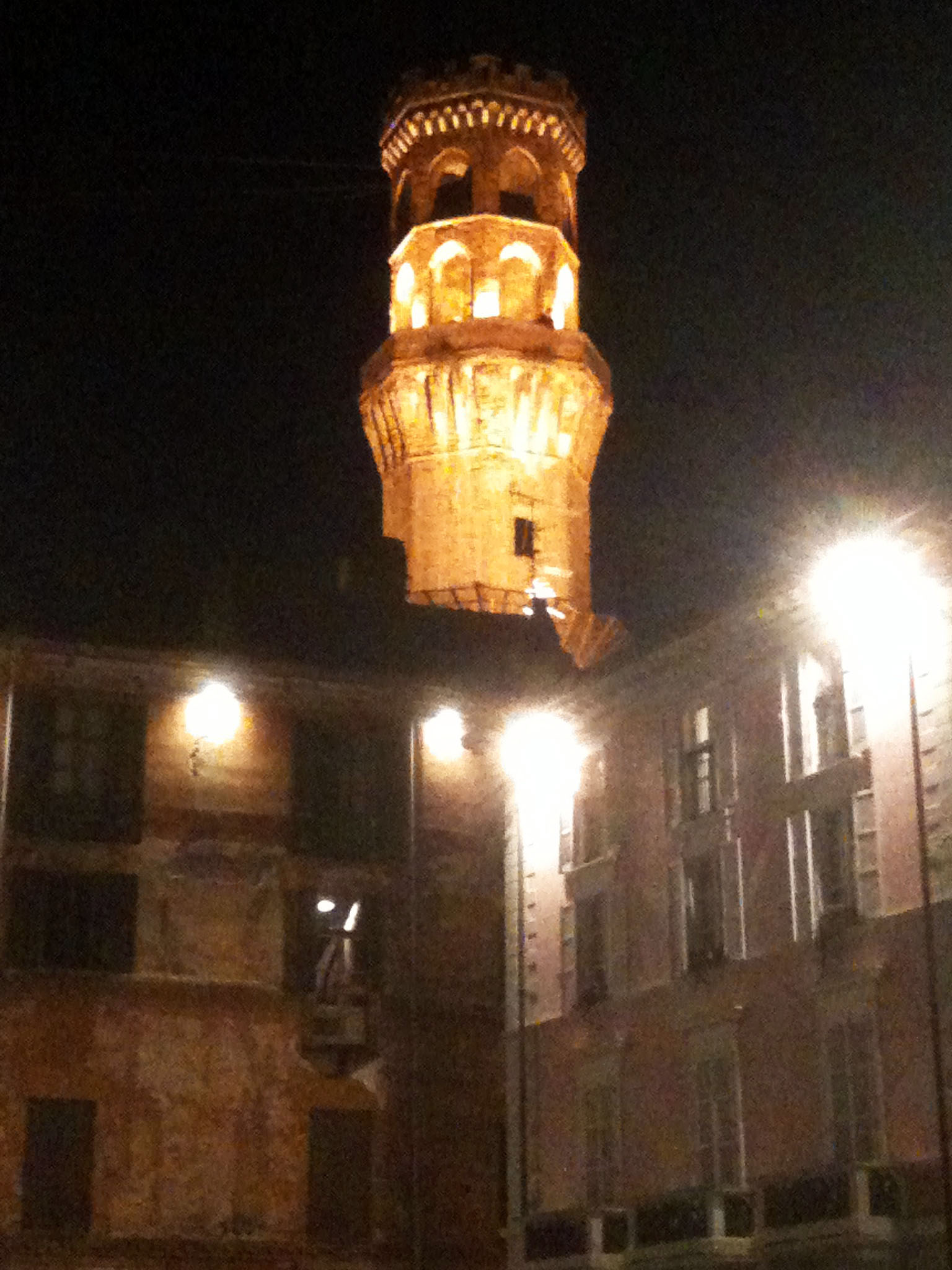
Torre dell'Angelo.

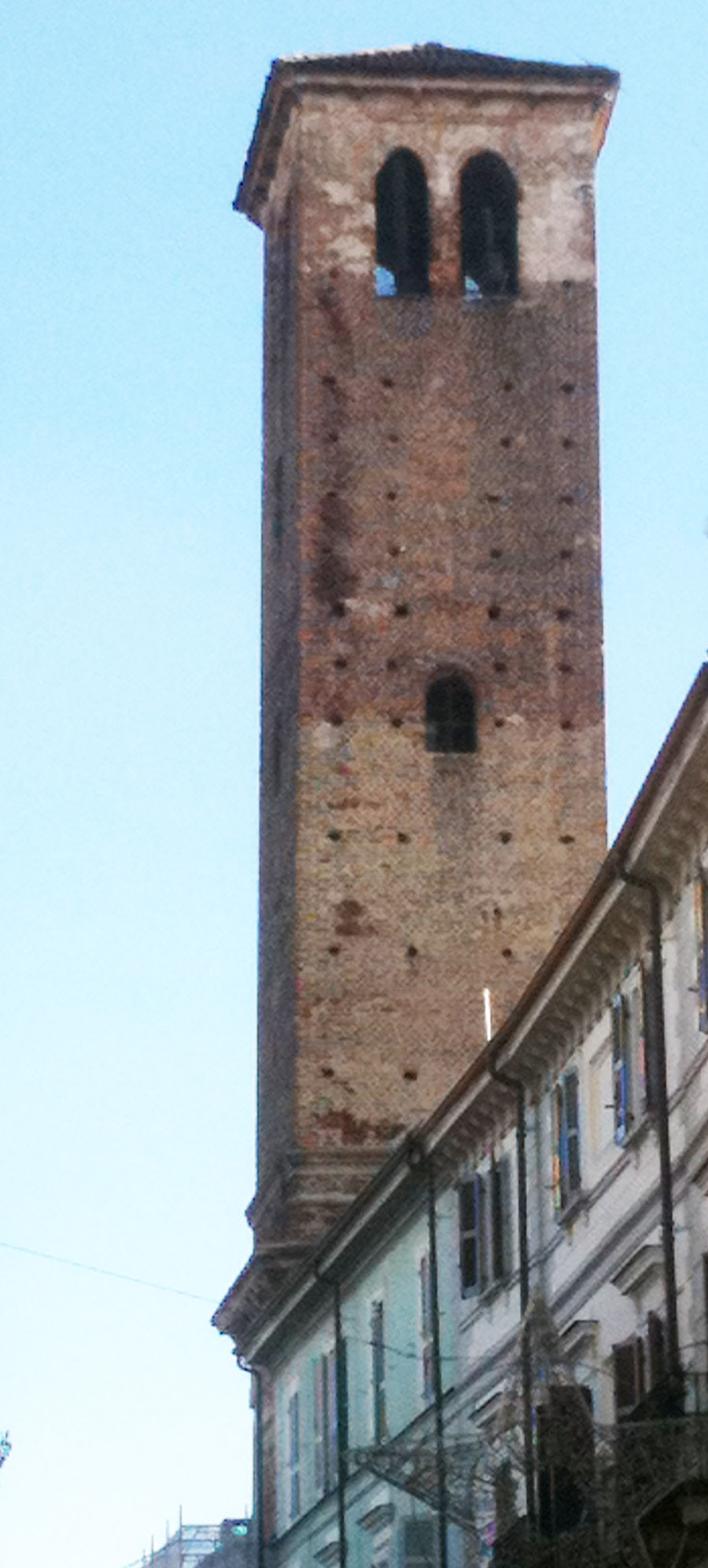
Torre Comunale.

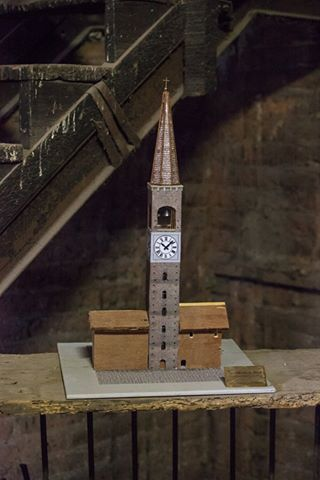
Torre Comunale originale, con il tetto a punta abbattuto da un fulmine.

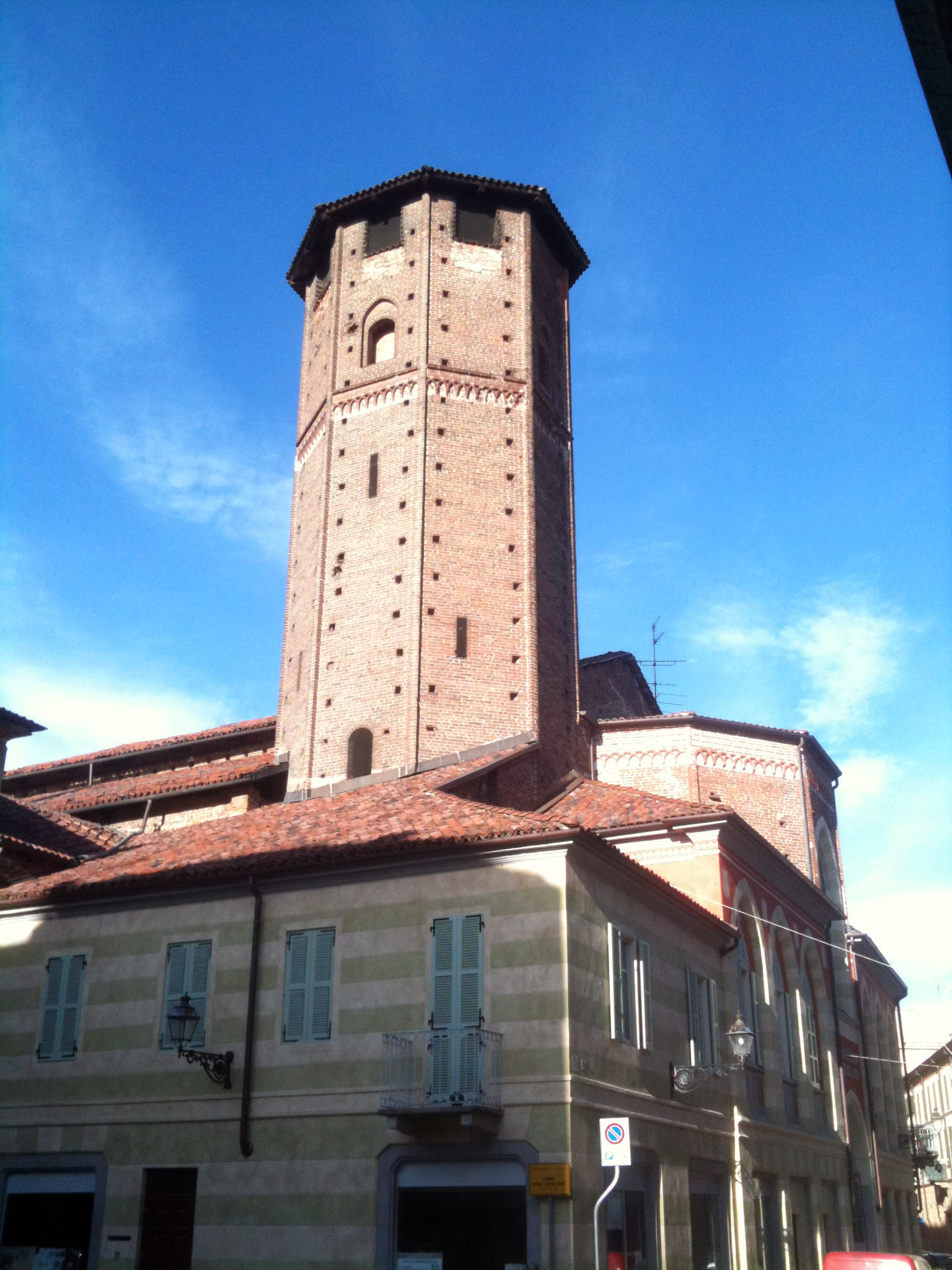
Torre di San Marco.

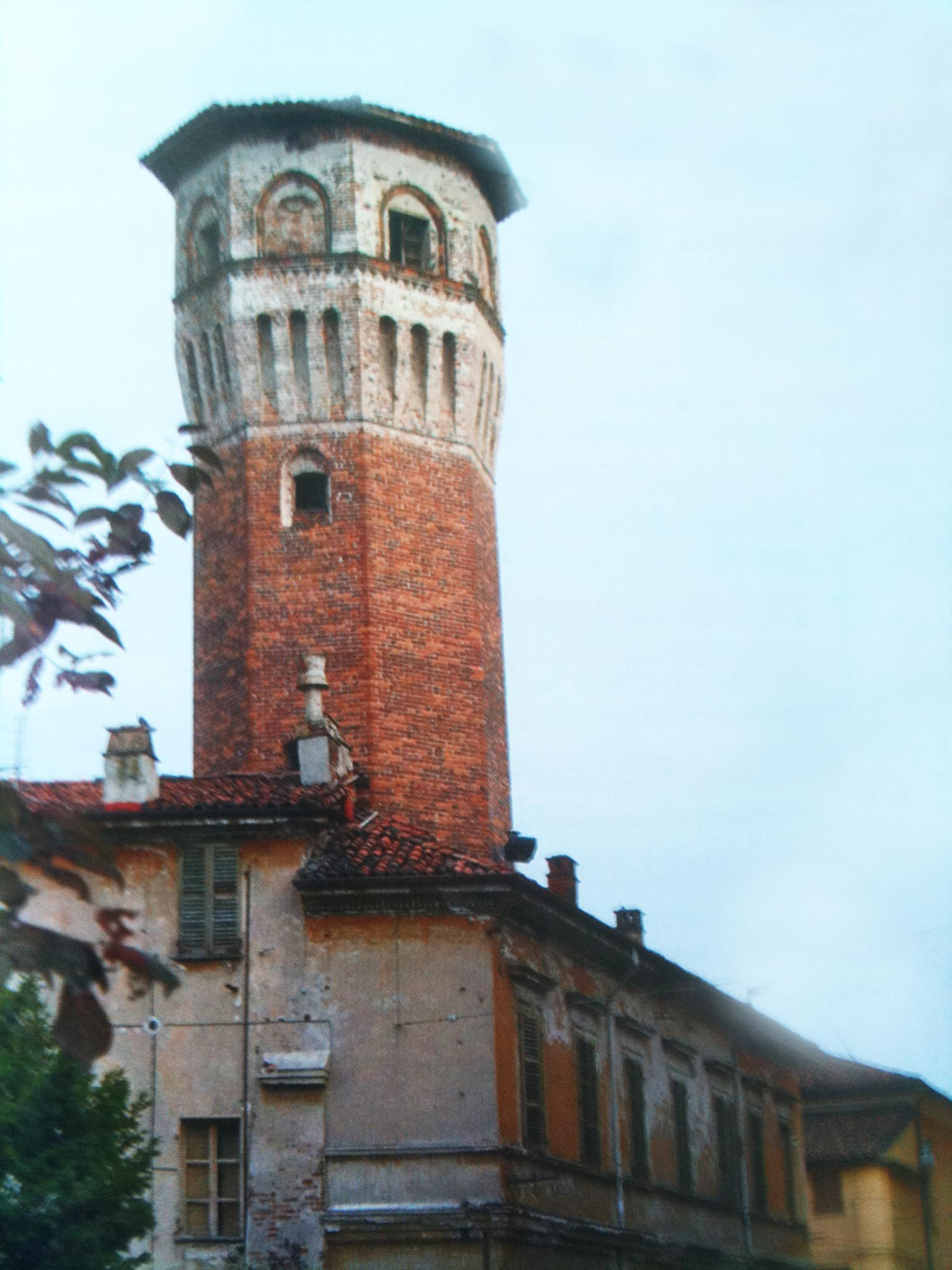
Torre Vialardi.

Sorge nella centrale piazza Cavour che domina con la sua mole. Per la sua forma caratteristica è uno degli emblemi della città. Sulla base quadrata romanica è stata elevata tra la fine del XIV e il XV secolo il corpo ottagonale, che termina con delle lunghe piombatoie che formano un terrazzino. Al di sopra di queste esisteva una torretta in legno che fu poi sostituita nel 1875 dall'attuale sopraelevazione dotata di finestroni e merlatura. Sull'origine del curioso nome, attestato sin dal XVIII secolo, sono state elaborate nei secoli varie ipotesi, connesse tradizionalmente a un miracolo compiuto da san Mauro in città.
Torre dei Centori
La torretta semplice, di forma ottagonale, con festonature in mattoni, è visibile solo da Volto dei Centori, caratteristica vietta medioevale in parte coperta che attraversa l'isolato appartenuto all'omonima famiglia gentilizia. Ha caratteri tardo gotici che la fanno datare al XV secolo mentre il cortiletto dove sorge ha seppur murate, porzioni di porticati e loggiati del XVI secolo.
Torre Comunale
Costruita nel XII secolo, si è ipotizzato appartenesse alla nobile famiglia dei Vialardi e venne nel XIII secolo acquistata dal Comune. Da quel momento divenne la Torre di Città, sede dell'Archivio Comunale e parte integrante del complesso del Broletto. Alta 38 metri, la più alta tra le torri gentilizie, ha un aspetto disadorno, severo e austero evocante il passato glorioso del Libero Comune. Già nel 1377 si ha notizia di un orologio installato su di essa, molto probabilmente il primo in Piemonte, una costosa novità per l'epoca. Inoltre vi erano tre campane, utilizzate non solo per battere le ore ma anche per avvertire la cittadinanza in caso di pericolo o di assemblee. Dopo che il Comune spostò la propria sede (1802) rimase comunque un riferimento per la città tanto che vi fu posta alla base verso via Gioberti nel 1924 la grande lapide dedicata alle numerose Medaglie d'oro della Provincia di Vercelli. Sempre nel XX secolo furono necessari lavori di consolidamento siccome lo strapiombo verso Piazza Palazzo Vecchio raggiunse quasi un metro e vennero rimossi orologio e campane. Sino al 1821 era caratterizzata da un'altissima guglia di 20 metri che fu distrutta da un fulmine e non più ricostruita.
Torre di San Marco
A lungo ritenuta la torre superstite di un castello della famiglia Avogadro, è il campanile della ex chiesa di San Marco, con la cui abside gotica forma un suggestivo scorcio su via Verdi. Databile al XIII secolo è di forma ottagonale e non ha subito rimaneggiamenti. Decorata da una sola fila di archetti pensili intrecciati e da una semplice lesena di rinforzo agli angoli, termina in tronco, incompleta. La critica più recente ha evidenziato analogie con il campanile dell'Abbazia di Lucedio.
Torre dell'Orologio
La torretta sita in piazza Cavour era in origine il campanile della chiesa di San Tommaso, chiesa sconsacrata nel 1820. Nel 1856 fu installato l'orologio e la torre fu ornata da cornicioni e sormontata da un terrazzino con balaustra in ferro battuto.
Torre dei Tizzoni
Risalente al XV secolo, prende il nome dalla famiglia Tizzoni e forma con il palazzo attiguo un unico complesso. La torre ha base quadrata e sviluppo ottagonale, con piombatoie e un piano sovrastante con bifore decorate da archi in cotto. Due pesanti restauri del 1874 e del 1935 ne hanno alterato l'aspetto originario. Il palazzo presenta grandi porzioni di finestre e decorazioni in cotto nonché un cortile con porticato e loggiato del XVI secolo. Nell'ampio salone al piano inferiore è presente un ciclo di affreschi realizzati intorno al 1605 attribuiti a Guglielmo Caccia detto il Moncalvo dal tema "Gli dei e le muse in Parnaso".
Torre dei Vialardi
La torre della famiglia Vialardi, famiglia patrizia che si trasferì nella località dove sorge dopo il 1204, presenta delle forti analogie con le altre torri ottagonali cittadine. In laterizio a pianta ottagona si chiude in alto con piombatoie poco sporgenti sulle quali si innesta un piano caratterizzato dalle finestre ogivali con archi in cotto Elegante e semplice, è quella che conserva maggiormente i caratteri originari della costruzione non essendo stata manomessa posteriormente. Il cortile interno sottostante dell'omonimo palazzo custodisce evidenti tracce di un porticato rinascimentale con affreschi deteriorati.

### Architetture militari
Il Castello Visconteo

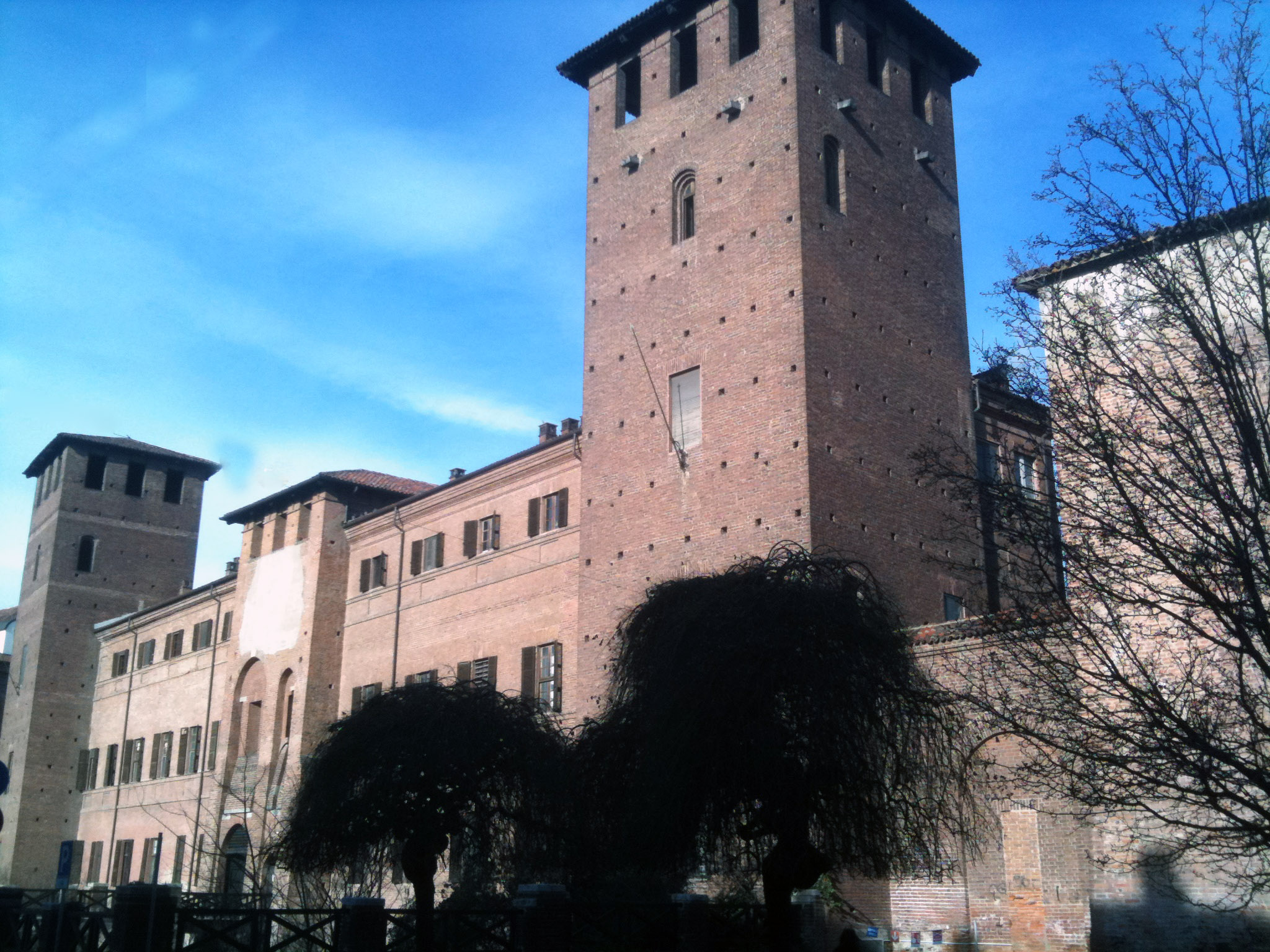
Castello Visconteo.

Il Castello, a pianta quadrangolare, fu edificato nel 1290 per volontà di Matteo I Visconti e divenne successivamente residenza sabauda. Nel 1472 vi morì nella torre sinistra della facciata il beato Amedeo IX che venne poi seppellito nell'omonima cappella del Duomo. In un secondo tempo vi risiedette il Governatore militare della città e fu gravemente danneggiato nell'assedio spagnolo del 1638. Fu adattato nel corso del XIX secolo a sede delle carceri e dal 1838 del tribunale che ancora oggi è ospitato tra le sue mura.

### Vie e piazze
Piazza Cavour

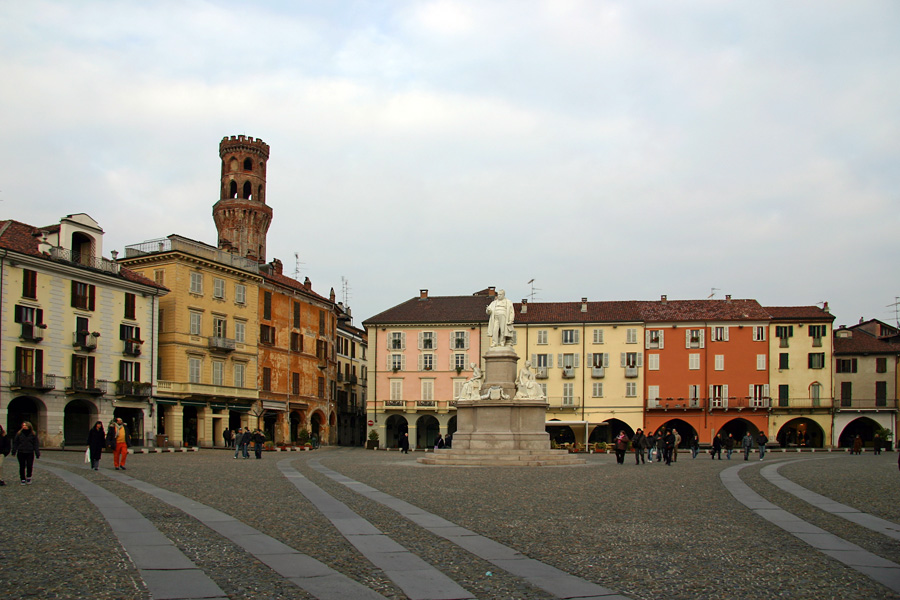
Piazza Cavour.

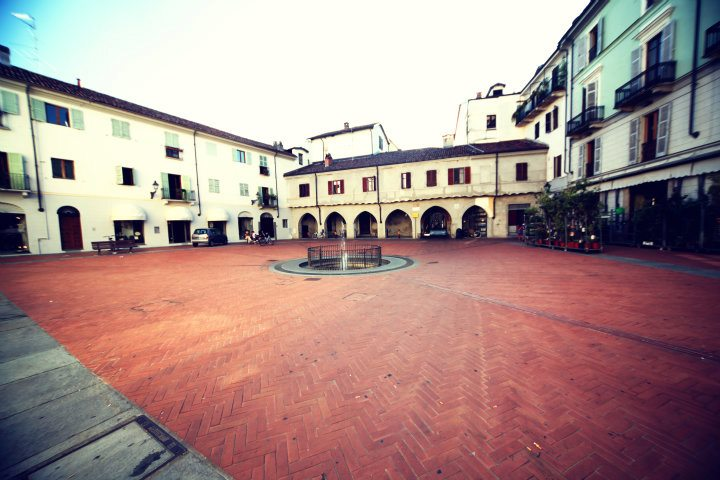
Piazza Palazzo Vecchio.

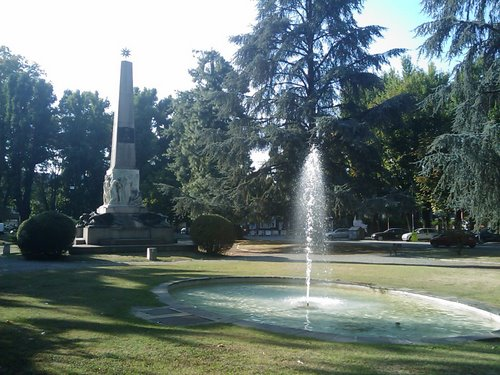
Piazza S. Eusebio.

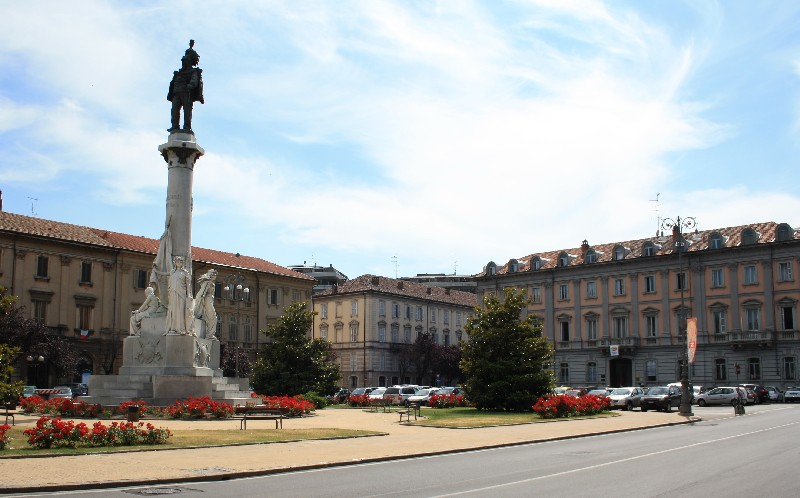
Piazza Pajetta.

L'antica Piazza Maggiore, sita nel cuore del centro storico è la piazza più importante di Vercelli. Da almeno otto secoli ne rappresenta il principale luogo di incontro dove si svolgono i più rilevanti momenti della vita cittadina. Tra gli eventi più considerevoli che vi si svolsero, vi fu una solenne Ostensione della Sindone nel 1560. Pavimentata con il ciottolato, è cinta da portici in tutti quattro i lati e ha una caratteristica forma trapezoidale, conserva inoltre apprezzabili vestigia storiche tra le quali spicca la Torre dell'Angelo, uno degli emblemi della città. Questa torre, forma uno scorcio caratteristico con il sottostante porticato, le cui eleganti decorazioni in cotto suscitarono l'attenzione di John Ruskin. L'aspetto attuale, pur con successivi rimaneggiamenti data al 1496, quando la duchessa Bianca di Savoia fece a sue spese abbellire e rinnovare la piazza. Nel 1864 prese l'odierna denominazione e venne innalzato il monumento a Camillo Cavour, statista molto legato alla città. Egli stesso infatti fu impegnato nella coltivazione del riso, promosse la risicoltura del vercellese tramite la realizzazione del Canale Cavour e l'istituzione dell'Ovest Sesia. Posta su un alto basamento la statua del conte è opera di Ercole Villa, mentre le allegorie dell'Agricoltura e del Commercio sottostanti sono opera di Giuseppe Argenti. Altri due personalità sono state ricordate con dei monumenti: il Sodoma, pittore manierista che nacque e si formò in città e poi intraprese un'importante carriera a Siena e Roma è ricordato con il busto in pietra opera di Francesco Porzio; Vibio Crispo, vercellese famoso nel I secolo per la sua eloquenza e le sue ricchezze con un bassorilievo. Sede del mercato bisettimanale, la piazza è zona a traffico limitato.
Piazza Palazzo Vecchio
Popolarmente nota come Piazza dei Pesci, dal nome del mercato che vi aveva sede, è una piazza chiusa a forma trapezoidale, cortile dell'antico Palazzo Comunale o Broletto. Qui ebbe sede dal XIII secolo sino al 1801 il Comune, ma della primitiva sede comunale non rimangono che il fabbricato porticato con archi ogivali risalente al secolo XIII, la Torre Civica che la domina dall'alto, seppure priva dell'antico orologio e i tre androni di ingresso; mentre gli altri fabbricati sono stati modificati nel corso del XIX secolo. Una volta ripristinata nel 1998 la fontana circolare centrale e la pavimentazione in cotto è stata resa area pedonale. Dall'androne sotto i portici de Broletto si giunge tramite Via dei Mercati, caratteristica via medioevale, in piazza Cavour, da un altro si giunge in Via Gioberti, già Contrada degli Spadari mentre il terzo androne la collega a Piazza Massimo D'Azeglio, originariamente sede dell'Arengo. Divenne già nel XV secolo sede del mercato e ancora oggi è adibita ad area mercatale. 
Piazza S. Eusebio
Comunemente chiamata Piazza del Duomo è a forma rettangolare circondata da piante secolari e spazi verdi. La piazza costituisce una stupenda introduzione, per l'uso sapiente degli spazi, al scenografico atrio del Duomo, opera dell'Alfieri. La cingono alla destra guardando la Cattedrale la facciata neoclassica del seminario e alla sinistra il neoromanico ex Collegio degli Orfanelli, ora adibito a sede universitaria. Nei giardini centrali oltre a una fontana troviamo il monumento eretto nel 1909 che celebra Carlo Alberto, opera di Guido Bianconi di Siena. Si tratta di un obelisco con un medaglione e quattro bassorilievi che rappresentano quattro momenti salienti della vita del Re: L'eroe sul campo di battaglia, Il grido di libertà, l'abdicazione e l'anima in esilio. I giardini sono stati dedicati alla memoria del vercellese Secondo Pollo, beatificato proprio in questa piazza da Giovanni Paolo II il 23 maggio 1998. 
Piazza Pietro Pajetta
Un tempo Piazza Torino, intitolata nel 1945 al partigiano Pietro Pajetta, originariamente era un vasto spiazzo che sorgeva dinnanzi alla porta che si apriva nelle mura cittadine: Porta Torino. Nel corso della seconda metà del XIX secolo sono stati costruiti gli eleganti palazzi che la circondano. Al centro si erge il monumento inaugurato nel 1887 dedicato a Vittorio Emanuele II, su bozzetto di Ercole Rosa, realizzato poi con qualche variazione da Ercole Villa. La statua in bronzo del Sovrano in uniforme da generale è posta su una colonna in granito alta 9 metri terminante con un capitello adorno di aquile e stelle. Ai lati de basamento invece sono raffigurati con tre statue tre momenti diversi de Risorgimento: Italia dolente (1849), Italia che risorge (1859), Italia in Campidoglio (1870). Nella piazza aprì nel 1913 il cinema più vecchio ancora in attività della città, originariamente chiamato Kulmann ora Italia.
Piazza Alessandro D'Angennes
Questa piazzetta fascinosa sorge accanto al fianco destro del Duomo, del quale si erge la possente mole del campanile romanico (XII sec.) affiancato dalla cappella barocca del Beato Amedeo IX, opera del Garove. Fanno da cornice il Palazzo arcivescovile, sede museale e della Biblioteca Capitolare, e il seicentesco palazzo Berzetti di Murazzano.
Piazza Roma
La vasta piazza, comunemente chiamata Piazza della Stazione per via della stazione ferroviaria che vi sorge dal 1855, è stata sistemata così come è attualmente nel 1937 da Giuseppe Momo. Guardando dalla stazione sullo sfondo si eleva la mole della Basilica di Sant'Andrea, regalando una vista suggestiva. A lato, in un avvallamento che in passato era il fossato delle mura cittadine, sorge il Parco Kennedy. A margine dello stesso c'è la statua della Mondina, opera in bronzo di Agenore Fabbri del 1983. L'opera, inaugurata dal presidente Sandro Pertini l'anno successivo, simboleggia la sofferenza delle mondariso. Al centro della piazza invece si trova la fontana con il gruppo bronzeo di Attilio Gartmann (Vercelli 1877-1928) raffigurante il Seminatore: l'opera realizzata nel 1909 è sprovvista del basamento originario.
Piazza Ernesto Zumaglini
La piazza è stata ricavata dallo sventramento dell'antico Rione Furia, quartiere medioevale dominato dalla chiesa gotica del Carmine, demolita nel 1921 seppur già dichiarata monumento nazionale. Centro commerciale della città, sede di diverse agenzie bancarie nonché della Borsa Merci del Riso, è un esempio di architettura monumentale fascista, essendo la costruzione degli edifici porticati che la compongono incominciata nel 1930 e proseguita sino al 1951. La Casa dell'Agricoltore e il Palazzo e Torre I.N.A., progettati dall'architetto Armando Melis e dall'ingegnere Giovanni Bernocco rappresentano un significativo esempio di piacentinismo culturale.

### Siti archeologici

#### L'anfiteatro romano
Risalente al I-II secolo d.C., e in parte demolito a causa dell'urbanizzazione, si trova tra viale Rimembranza e Corso de Rege.  A pianta ellittica con diametro maggiore di 120-130 metri, è tornato parzialmente alla luce già nel 1565 durante i lavori di ampliamento della Cittadella voluti da Emanuele Filiberto.
Dalle stime sulle porzioni ancora integre sarebbe stato uno degli anfiteatri più grandi del mondo: il suo ellisse supererebbe di 50 metri quello di Verona.

## Società

### Evoluzione demografica
Abitanti censiti

### Etnie e minoranze straniere
Al 31 dicembre 2023 gli stranieri residenti nel comune erano 6 463, ovvero il 14,16% della popolazione. Di seguito sono riportati i gruppi più consistenti:
- Marocco 1 066
- Albania 838
- Romania 832
- Nigeria 390
- Ucraina 373
- Pakistan 330
- Cina 325
- Repubblica Dominicana 277
- Senegal 253
- Egitto 193

### Tradizioni e folclore
La Processione delle Macchine.
Attestata almeno dal XVII secolo e con caratteristiche che l'accomuna a riti analoghi tipici della religione spagnola, la Processione delle Macchine rappresenta il culmine delle celebrazioni della Settimana Santa in città. Il venerdì santo vengono portate in processione lungo un percorso che parte e termina presso la Basilica di Sant'Andrea, le «macchine», vale a dire gruppi plastici di notevoli dimensioni realizzati con legno, gesso e cartapesta. Nel corso dei secoli le varie Confraternite adottarono la propria macchina, rappresentante una tappa della Via Crucis, ma fu solo nel 1833 l'arcivescovo D'Angennes istituzionalizzò la processione come ancora oggi viene effettuata vale a dire con otto macchine portate in spalla dai membri delle confraternite o altre istituzioni civiche. Il giorno precedente invece si svolge la tradizionale visita serale ai sepolcri nelle antiche chiese del centro. Tra gli altri riti pasquali ancora oggi si svolge un rito molto antico, attestato dal 1372 ma probabilmente più antico: lo «Squarciè ël Crist», in italiano lo scoprimento del crocifisso. L'arcivescovo con i Canonici celebra il rito che prevede il lento scoprimento, accompagnato da canti, del monumentale crocifisso del X secolo in lamina d'argento nella cattedrale. La croce, coperta il giovedì santo a simboleggiare la morte del Cristo viene all'alba di Pasqua scoperto a celebrarne la Resurrezione. Ripetuta solo più sporadicamente invece è la «Sacra Funzione dell'Entierro», una drammatica rappresentazione della sepoltura del Cristo, di cui rimangono molte partiture originali. 
Il Carnevale benefico

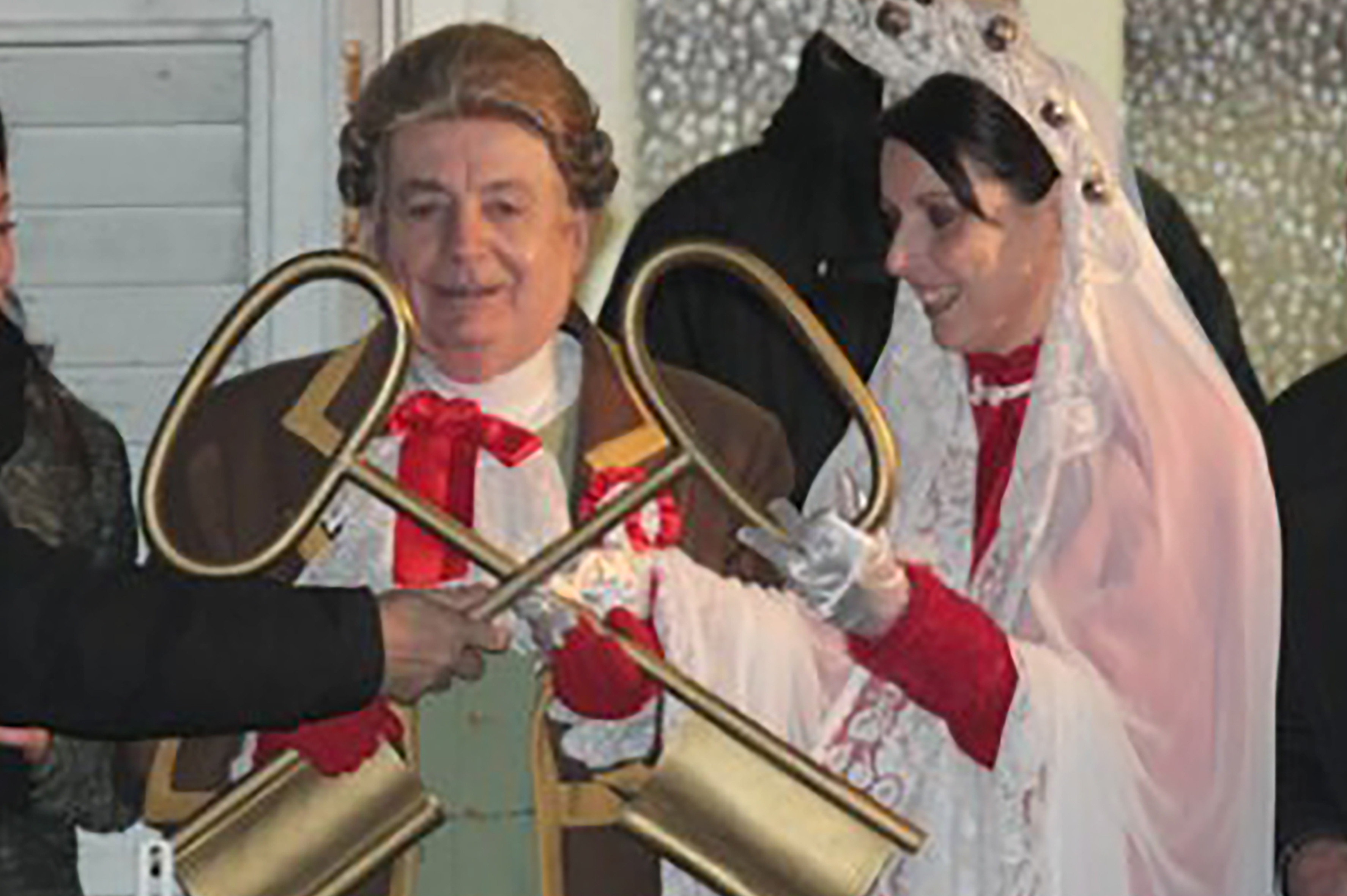
Bicciolano e Bela Majin

Le maschere di Vercelli sono Bicciolano e Bela Majin. L'origine del Bicciolano si fa risalire a un personaggio leggendario che sarebbe vissuto a Vercelli a cavallo tra il 1700 e il 1800 e che con rabbia si scagliava contro le prepotenze, i soprusi e le angherie dei governanti mentre la sua fedele compagna è la Bela Majin. Il tradizionale carnevale ha visto a partire dagli anni '60 una rinascita con la comparsa della maschere di ogni rione cittadino e la ripresa delle sfilate con i carri allegorici. Oggi, accanto all'aspetto goliardico, è presente in maniera preponderante l'aspetto benefico, con le visite da parte del Bicciolano e delle altre maschere rionali e del circondario a oltre 180 istituzioni tra scuole, ospedali, case di riposo della provincia.
Il mercato e il Barlafüs
Il mercato ambulante si svolge nel centro storico le mattine del martedì e venerdì sin dal medioevo e rimane una delle tradizioni più sentite dalla popolazione. Si svolge tra Piazza Cavour e le vie limitrofe ed è costituito da circa 130 banchi. La prima domenica di ogni mese invece si svolge in Corso Garibaldi il Barlafüs, mercatino del piccolo antiquariato, che attrae compratori da tutta la regione. La parola Barlafüs in vercellese significa quisquilia, infatti il mercatino attuale è l'erede del tradizionale mercatino delle pulci che si è svolto per secoli dapprima in Piazza Massimo D'Azeglio e poi in Piazza Cavour.

### Istituzioni, enti e associazioni
In città ha sede dal 2016 il Reggimento artiglieria a cavallo "Voloire" presso la caserma M.O.V.M. Aldo Maria Scalise sita nel rione Cappuccini. Precedentemente era di stanza nella stessa caserma il 52º Reggimento artiglieria "Torino".

## Cultura

### Archivi e biblioteche
Archivio Storico del Comune
Fondato nel XII secolo con l'affermarsi del Libero Comune annovera documenti anteriori a tale epoca e per la loro consistenza è considerato uno degli archivi comunali più importanti dell'Italia settentrionale. Vi sono conservati due Statuti comunali uno del 1241 e l'altro del 1341 nonché i "Biscioni", nome che deriva forse dal fatto che sulle legature originali doveva essere raffigurato il “biscione”, stemma dei Visconti, signori di Vercelli nel periodo della sua compilazione, verso la metà del sec. XIV. Sono costituiti da quattro codici, che formano due esemplari, che raccolgono le copie autentiche notarili di 1271 documenti, il più antico dei quali, un diploma imperiale di Carlo il Grosso, risale all’882..
Archivio di Stato
L'Archivio di Stato di Vercelli, che conta anche una sezione a Varallo, ha sede nell'ex Monastero della Visitazione, edificio sorto nel XV secolo e che annovera importanti testimonianze artistiche e archeologiche. Tra i numerosi fondi provenienti dalle istituzioni del territorio vanta fondi provenienti da importanti famiglie nobili del luogo come gli Arborio Mella, gli Avogadro, i Buronzo di Asigliano.
Biblioteca Agnesiana e Diocesana
Fondata nel 1746 per opera del sacerdote G.B. Morosone, parroco della chiesa di Sant'Agnese (da cui prese il nome la biblioteca stessa), conta circa 60.000 volumi con testi di carattere prevalentemente ecclesiale e storico. Sono presenti inoltre 400 pergamene molte delle quali riguardanti l'abbazia di S. Andrea.
La Biblioteca Diocesana fondata invece nel 1804 conserva i volumi usati in seminario dal XVI secolo a oggi. Tra le numerose opere in ebraico presenti rimane un prezioso codice del XV secolo. Entrambe hanno sede, insieme con l'Archivio Storico dell'Arcidiocesi, nel seminario arcivescovile..
Biblioteca e Archivio Capitolare
La Biblioteca capitolare che ha sede nel palazzo arcivescovile custodisce una ricchissima e preziosa raccolta di codici manoscritti, pergamene, incunaboli, cinquecentine relativi alle discipline bibliche, giuridiche, teologiche e storiche che testimoniano la vita della Chiesa vercellese dal IV secolo in poi. Tra i codici spiccano il famoso Vercelli Book del X secolo in antica lingua anglosassone, che attira studiosi da tutto il mondo e il Codex Vercellensis Evangeliorum che si ritiene la più antica traduzione in lingua latina dei Vangeli databile al IV secolo. Annessi vi sono l'Archivio Capitolare e l'Archivio Arcivescovile.
Biblioteca Civica
Fondata nel 1875 per volere di importanti personalità della cultura dell'epoca nel tempo si è arricchita di numerosi e preziosi lasciti tanto che oggi conta circa 200.000 volumi e opuscoli, oltre 19.000 volumi di periodici, circa 50 incunaboli, 986 edizioni del XVI secolo e 624 manoscritti. Conserva inoltre tra i suoi fondi edizioni bodoniane e di tipografi vercellesi. 
Biblioteca universitaria
La Biblioteca del Dipartimento di Studi Umanistici dell'Università del Piemonte Orientale, sorta a supporto dell'attività didattica e di ricerca, conta circa 50.500 libri e 7.300 annate di periodici. Gli abbonamenti correnti a riviste accademiche sono circa 200 e si sviluppano su una media di 10 anni a partire dalla data di costituzione della Biblioteca.

### Scuole
A Vercelli vi sono 18 scuole dell'infanzia, 11 scuole primarie tra statali e paritarie, 5 scuole secondarie di primo grado, 4 centri di formazione professionale e le seguenti scuole secondarie di secondo grado statali:
- Liceo Classico "Luigi Lagrangia"
- Liceo Linguistico "Luigi Lagrangia"
- Liceo Scientifico "Amedeo Avogadro"
- Liceo Artistico "Ambrogio Alciati"
- Liceo delle Scienze Umane"Rosa Stampa"
- Istituto Tecnico Industriale "Giulio Cesare Faccio"
- Istituto Tecnico Agrario "Galileo Ferraris"
- Istituto Tecnico Commerciale "Camillo Cavour"
- IPSIA "Francis Lombardi"
- Istituto Professionale Socio-Sanitario e Commerciale "Bernardino Lanino"

### Università

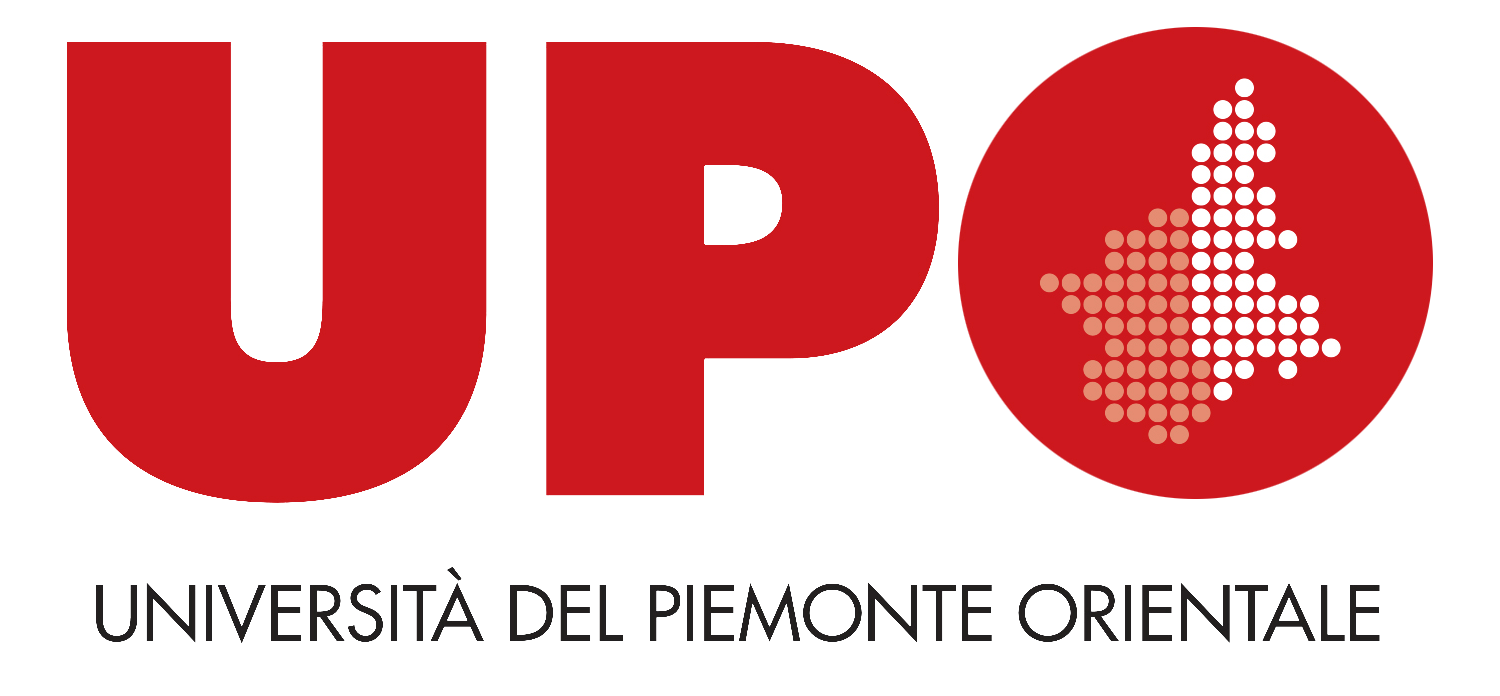

A Vercelli nel 1228 sorse per volere del Comune lo Studium Vercellensis, la prima università del Piemonte. Dopo circa un secolo di attività a fasi alterne lo Studium cessò di esistere. Nel corso del XX secolo vennero istituiti corsi in città da parte dell'Università di Torino e del Politecnico di Torino ma è dal 1998 che Insieme con Alessandria e Novara, Vercelli ospita l'Università del Piemonte Orientale: qui sono infatti ubicati il Rettorato, il Dipartimento di Studi Umanistici ed il Dipartimento per lo Sviluppo Sostenibile e la Transizione Ecologica. Oltre ai corsi erogati dai suddetti dipartimenti, vi si svolgono anche i corsi di laurea in scienze infermieristiche, in scienze dei materiali, in informatica ed in scienze biologiche. Inoltre, dall'anno 2018/19, è stato attivato ed ha sede a Vercelli un International Master Degree in Food, Health and Environment, appartenente alla classe di laurea LM-6, che vanta collaborazioni e docenze con università internazionali. Sono presenti inoltre due residenze universitarie gestite da EDISU: Dal Pozzo e Quintino Sella.

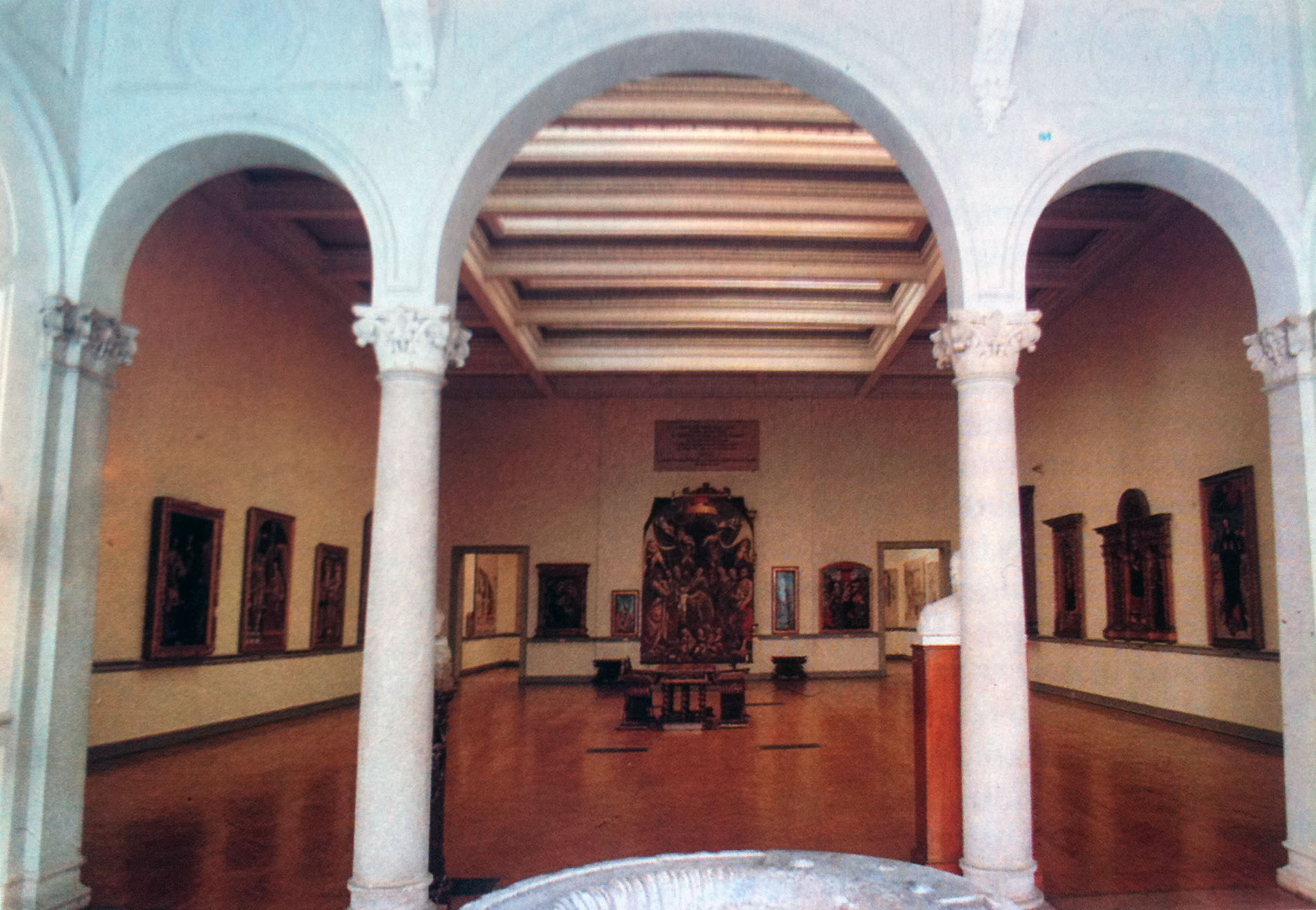
Museo Borgogna

### Musei

#### Museo Borgogna
Il Museo Francesco Borgogna ospita una vasta collezione di pittura, scultura, arti decorative, lastre fotografiche. La sua collezione di pittura, rappresenta per importanza, qualità e quantità di opere la seconda pinacoteca del Piemonte dopo la Galleria Sabauda di Torino. Fondato nel 1907 per legato testamentario di Francesco Borgogna, filantropo e collezionista di opere d'arte, è collocato nella sua abitazione, palazzo Ferrero, costruito in forme neoclassiche nel 1836. Sorto come Casa museo, dopo l'allestimento di Vittorio Viale e i riallestimenti successivi, oggi custodisce circa 800 opere, esposte in ordine storico-cronologico su tre piani.

Le opere coprono un arco cronologico che spazia dal XV al XXI secolo. Oltre alle prestigiose testimonianze rinascimentali della scuola vercellese, vi sono opere di importanti artisti quali il Sodoma, Bernardino Luini, Carracci, Tiziano, Grien, Bosschaert sino a opere di prim'ordine dell'800 italiano ed europeo. Da segnalare inoltre l'importanza delle testimonianze di arti decorative, dalle porcellane di Dresda sino ai mosaici minuti romani.

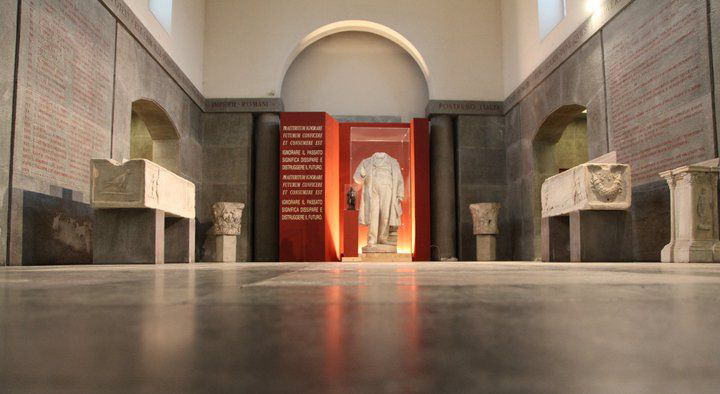
Museo Leone

#### Museo Leone
Il Museo Leone ospita una importante collezione di reperti archeologici, cimeli, arti decorative, mobili, armi nonché una pregiata raccolta di cinquecentine e libri antichi. Fu inaugurato nel 1910 presso il barocco Palazzo Langosco per volontà testamentaria di Camillo Leone, notaio, collezionista e profondo conoscitore di storia locale con l'intento di custodire e tramandare le memorie storiche vercellesi insieme con quello di raccontare la storia umana e i suoi sviluppi. Sotto la direzione di Vittorio Viale il museo incominciò ad assumere la conformazione attuale ma fu solo nel 1939 che su progetto di Augusto Cavallari Murat fu raccordato palazzo Langosco con la cinquecentesca Casa Alciati. Tale manica di raccordo rappresenta un pregevole esempio di architettura museale razionalista. Tra i tanti oggetti esposti spiccano il medioevale cofanetto appartenuto al cardinal Guala Bicheri, i mosaici e il calco del portale provenienti dall'antica Cattedrale di S. Maria Maggiore e la famosa stele celto-latina custodita nell'imponente Sala Romana. Tale stele ha aperto la mostra sui Celti a Palazzo Grassi di Venezia del 1991.

#### Museo del tesoro del duomo

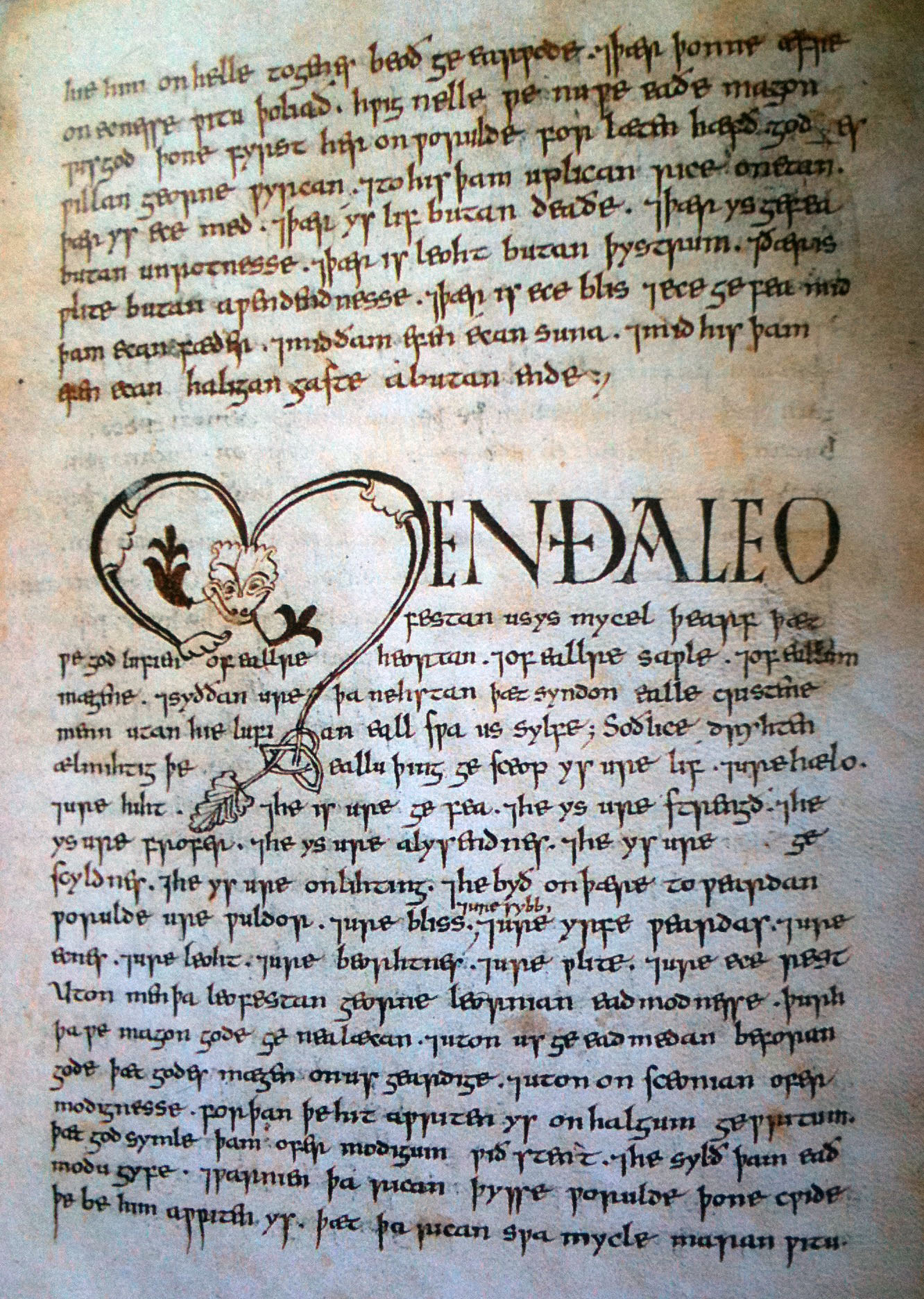
Vercelli book

Il Museo del tesoro del duomo ospitato nel palazzo arcivescovile raccoglie una serie di opere d’arte orafa, tessile, pittorica e scultorea provenienti dal patrimonio della cattedrale di Vercelli, nonché una collezione di reliquiari tra le più importanti del nord d'Italia. È condotto dalla Fondazione Museo del Tesoro del Duomo ed Archivio Capitolare che gestisce anche l'attigua Biblioteca capitolare che custodisce tra i suoi numerosi manoscritti il Vercelli Book. Tra i tanti preziosi oggetti spiccano il riempimento originale del crocifisso ottoniano, le antiche legature dei Codici denominati A e C, una pianeta e altri paramenti donati alla chiesa vercellese da Giulio II. Nella pinacoteca del palazzo sono inoltre visibili importanti tavole pittoriche di scuola vercellese, come ad esempio dipinti di Bernardino Lanino o della bottega dei Giovenone o ancora opere di Francesco Antonio Mayerle.

#### Museo Archeologico Città di Vercelli "Luigi Bruzza"
Il Museo Archeologico della città di Vercelli (MAC), è stato inaugurato nel 2014 per iniziativa del Comune di Vercelli e ha sede nella manica medioevale dell'ex Monastero di Santa Chiara. È stato intitolato al padre barnabita Luigi Bruzza (1813-1882), pioniere e eminente studioso dell'archeologia locale. Il percorso si snoda lungo sette sale e racconta, in maniera innovativa e multimediale seguendo l'ordine cronologico, l'evoluzione di Vercelli e del suo territorio. Gli oltre 600 reperti provenienti da scavi effettuati in città e provincia illustrano sia la progressiva romanizzazione delle popolazioni locali preromane, sia le varie fasi delle romanizzazione sino a che Vercellae divenne uno dei "firmissima Municipia" della Transpadana, come la definì Tacito (Hist., i, 70). Vale a dire una grossa e ricca città caratterizzata da imponenti edifici e al centro di importanti traffici e scambi commerciali.

#### Museo della Farmacia Picciòla

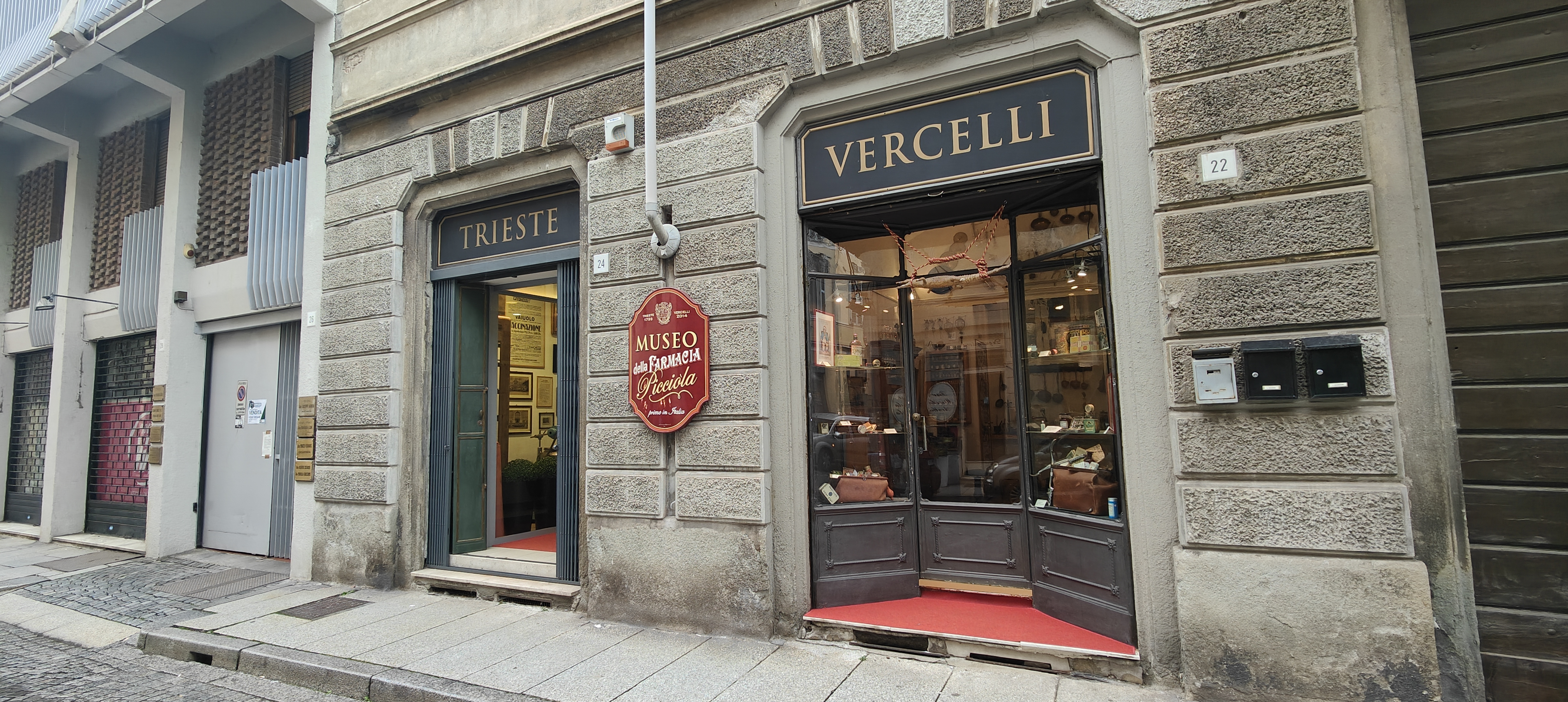
Museo della farmacia in via Galileo Ferraris, 22-24

Il museo, dal 2014, racconta l'evoluzione della Farmacia in duecento anni di storia. La raccolta che oggi consta di circa 2000 oggetti ed è esposta in un percorso di sei sale arredate con mobili d'epoca, incominciò nel 1799, anno della fondazione della Farmacia Picciòla di Trieste. Tale raccolta è confluita per iniziativa privata a Vercelli.

#### Museo del Teatro Civico
Ospitato al primo piano accanto al Ridotto del Teatro Civico, espone un'ampia collezione di manifesti, locandine, costumi di scena, spartiti, incisioni che raccontano la vita del teatro dagli anni '50 a oggi. In particolare modo vita legata al Concorso internazionale di musica G.B. Viotti e ai giovani concorrenti illustri che ha visto calcare il palco e che hanno intrapreso una lunga e straordinaria carriera come ad esempio Luciano Pavarotti, Daniel Barenboim, Claudio Abbado.
Inaugurato nel 2014, contiene numerosi reperti della musica, della lirica e della danza vercellese, messi a disposizione dalla Società del Quartetto, dall'Accademia di Danza Città di Vercelli e dalla famiglia di "Cesare Bardelli - Il principe dei baritoni".

#### ARCA-Arte Vercelli
Realizzato nel 2007, è un innovativo polo espositivo progettato da Ferdinando Fagnola e collocato nella navata centrale della ex chiesa di San Marco. La struttura moderna "dialoga" con il restante spazio medioevale tramite sia la sua copertura in vetro che consente la visione delle volte a crociera, sia tramite gli spazi laterali, lasciati vuoti dove si possono ammirare gli affreschi recentemente recuperati. Tra le mostre di importanza internazionale, ha ospitato in collaborazione con la Fondazione Peggy Guggenheim un ciclo di sei mostre.

#### Museo metrico
Ospitato all'interno della sede della Camera di Commercio, interessante edificio moderno progettato dall'architetto Enrico Villani nel 1972, espone una serie di oggetti di pregio utilizzati dall'ente per la misurazione. Oggetti di grande valore storico che raccontano non solo la storia dell'ente ma anche la storia economica del territorio.

### Stampa
- Corriere Eusebiano, settimanale cattolico di informazione cittadina e provinciale[132]
- La Sesia, bisettimanale di informazione cittadina, provinciale e della Lomellina[133]
- La Stampa. Vercelli, la redazione locale del quotidiano nazionale La Stampa[134]
- Magica PRO, magazine ufficiale della F.C. Pro Vercelli 1892[135]
- Notizia Oggi Vercelli, settimanale di informazione cittadina e provinciale[136]

### Televisione
- VideoNord[137]

### Radio
- Radio City ( Radio City-La radio del Piemonte Orientale.)
- Radio 6023., Webradio degli studenti dell'Università del Piemonte Orientale
- Radio Live Vercelli.

### Cinema
Il film Riso Amaro, la celebre pellicola di Giuseppe De Santis del 1949, che ha fissato nella memoria collettiva l'immagine della mondina e della dura vita in risaia, è ambientato tra le risaie del vercellese. Mentre una pellicola a lungo discussa, Tiro al piccione di Giuliano Montaldo (1961) è ambientata per la prima metà a Vercelli e sono riconoscibili molti scorci, in particolare del centro storico.

### Cucina
- Panissa

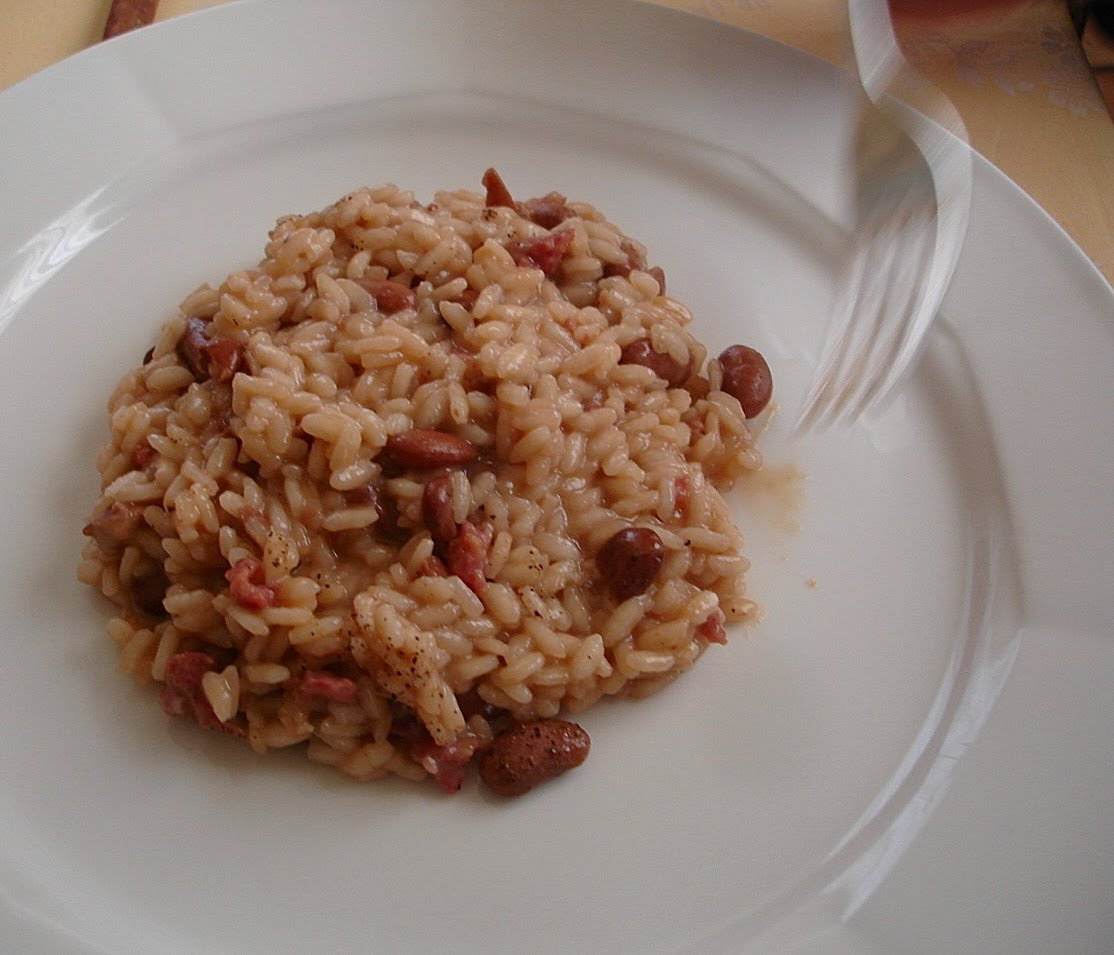
Panissa

È il piatto vercellese per eccellenza, un risotto che utilizza i prodotti tipici della zona: riso, salam dla doja (sotto grasso), fagioli di Saluggia o di Villata, lardo, Barbera del Monferrato. 
- Bicciolani

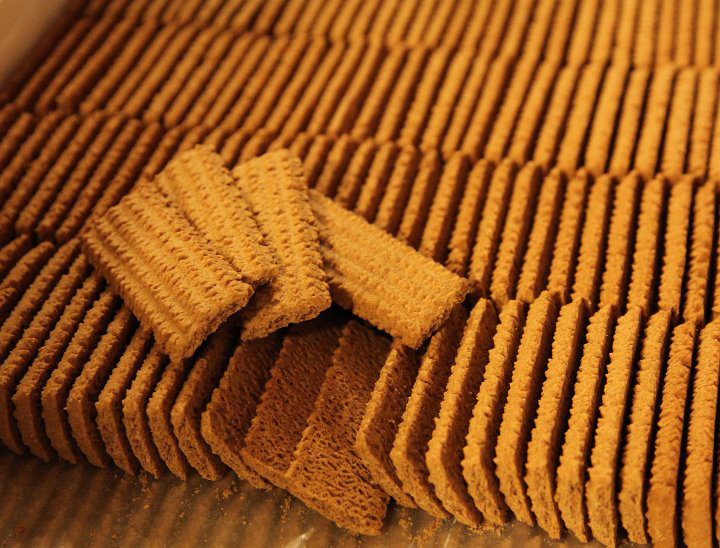
Bicciolani

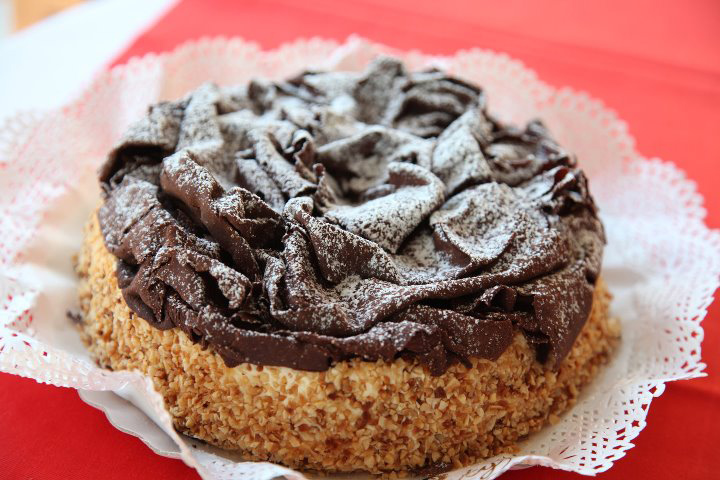
Tartufata

Questi biscotti nascono nel 1803, quando Carlo Provinciale, ispirandosi probabilmente alla fastosa tradizione rinascimentale e dai dolci sapori austroungarici, ideò dei biscotti in cui una ricca pasta frolla si univa agli aromi di una segreta miscela di spezie (cannella, garofano, vaniglia, macis, zenzero, coriandolo.). La ricetta originale passò nella prima metà del XX secolo da Margherita Flecchia (pronipote del Provinciale) a Vittorio Rosso, che per parecchi anni continuò a produrre questa prelibatezza nel suo piccolo laboratorio artigianale. Oggi le migliori pasticcerie vercellesi propongono i Bicciolani secondo la loro ricetta.
- Tartufata

La Tartufata è la torta tipica della città, composta da tre dischi di pan di Spagna inumiditi da un composto alcolico a base di rum e maraschino. Il tutto è farcito con crema chantilly alle nocciole mentre i bordi sono ricoperti di granella di nocciole. La torta è guarnita da fragili onde di cioccolato abbondantemente cosparso di zucchero a velo.

### Eventi
Concorso Internazionale di Musica "Giovan Battista Viotti"
Il Concorso fu istituito nel 1950 dal musicista e compositore vercellese Joseph Robbone.. È un prestigioso concorso musicale che prende il nome dal compositore e violinista Giovanni Battista Viotti rivolto ai giovani e che appartiene, sin dal 1957, al ristretto comitato (11 membri) dei fondatori della Federazione Mondiale dei Concorsi di Musica di Ginevra che raccoglie e regolamenta i più importanti concorsi internazionali di musica. Nel tempo il prestigio e la qualità dei giurati ha rappresentato un punto fermo tanto da diventare un riferimento e un trampolino di lancio per giovani artisti che hanno poi intrapreso delle carriere formidabili. Ed è proprio per questo che fu siglato un patto per conferire ulteriore prestigio fra due importanti istituzioni per promuovere i giovani talenti internazionali. Il Teatro Carlo Felice aveva offerto la propria Orchestra Sinfonica in occasione dei finali del Concorso Viotti dal 2016 al 2019 con la garanzia ai vincitori di debuttare nelle stagioni liriche per cantanti e musicisti al "Carlo Felice" di Genova. Unico in Italia, ha compreso più sezioni musicali, con giurie e regolamenti separati. Si svolge nel Teatro Civico nel mese di ottobre con cadenza annuale e alterna dal 2006 un anno la sezione di Canto e l'altro quella di Pianoforte. Precedentemente tra le sezioni vi si annoverava quelle di Violino, Musica da camera, Oboe, Chitarra, Fagotto, Tromba, Danza, Composizione. 
Posto sotto l'Alto Patronato della Presidenza della Repubblica ha visto partecipare e spesso trionfare artisti che hanno segnato la storia della musica internazionale come ad esempio Luciana Savignano, Joaquín Achúcarro, Daniel Barenboim, Claudio Abbado, François-Joël Thiollier, Salvatore Accardo, Luciano Pavarotti, o giurati come Carlo Maria Giulini, Arturo Benedetti Michelangeli, Franco Corelli, Birgit Nilsson, Carl Orff, Elisabeth Schwarzkopf. Oggi è posto sotto la direzione artistica di Pietro Borgonovo e vede una presenza internazionale sempre più consistente (24 nazionalità concorrenti nel 2017). La locale Società del Quartetto che lo organizza promuove anche l'annuale stagione concertistica e il premio "Viotti d'oro".
Viotti Festival
Il Viotti Festival è la stagione concertistica della Camerata Ducale che ogni anno richiama in città artisti di valenza internazionale come accompagnatori della Camerata o come solisti. Salvatore Accardo, Ramin Bahrami, Daniela Dessì, Augustin Dumay, Renato Bruson, Richard Galliano, Mischa Maisky, Shlomo Mintz, Viktorija Mullova, Igor Oistrach, Katia Ricciarelli, Guido Rimonda, Luciana Serra, Uto Ughi, Vladimir Spivakov, Isabelle Faust, sono solo alcuni tra i musicisti che si sono esibiti. Nato nel 1998 per riscoprire l'opera del celebre violinista vercellese Giovanni Battista Viotti, ideatore tra l'altro del moderno archetto, dal 2009 debutta una sezione distaccata in Florida. Nella ricorrenza del 250º anniversario della nascita di Viotti ci fu la visita ufficiale del Presidente Carlo Azeglio Ciampi il 27 Ottobre 2005.
Fiera in Campo
Sorta nel 1977, la «Fiera in Campo» è una fiera agricola, specialmente rivolta ai risicoltori, in cui sono esposte macchine e attrezzature per la coltivazione. La principale caratteristica è che sin dall'origine, prima in Italia, era prevista la prova sul campo dei mezzi, per dare modo agli agricoltori di vedere direttamente in campo i trattori e le attrezzature che sarebbero poi andati ad acquistare dai rivenditori, concessionari e artigiani locali. Organizzata nel mese di marzo dall'ANGA, Associazione Nazionale Giovani Agricoltori di Confagricoltura, si svolge per tre giorni con cadenza annuale presso il polo fieristico "Vercelli Fiere" di Caresanablot e su circa 40 ettari di terreno per le prove. Conta circa 140 espositori provenienti dal centro e dal nord Italia con una media di 20000 ingressi. 
La Fattoria in città
La fattoria in città è un evento che si tiene dal 2005 nel mese di maggio nell'area compresa tra l'abbazia di Sant'Andrea e Parco Kennedy dedicato alla conoscenza e promozione della campagna e dei suoi animali. Nella settimana della kermesse sono allestiti circa un centinaio di stands con i prodotti tipici del territorio e delle altre regioni italiane, delle associazioni di volontariato e artigianali. Sono inoltre organizzati decine di laboratori didattici per gli studenti. In appositi stands sono presenti decine di animali da fattoria. A corona degli eventi vengono organizzati concerti gratuiti con l'esibizione di cantanti o gruppi di rilievo nazionale. Le presenze dei visitatori nel 2017 sono attestate a circa 40000.

### Via Francigena
Vercelli è una delle tappe importanti della Via Francigena, cammino di pellegrinaggio per Roma, in quanto punto di incontro del percorso proveniente dal Monginevro e da Torino e di quello proveniente dal Gran San Bernardo e da Aosta e Ivrea.
Si trova una menzione di Vercelli (XLIII Vercel. - numero di tappa, da Roma) nel 990, nella descrizione dell'itinerario storico di Sigerico.
La città mantiene vivo il ruolo centrale che la sua posizione storica le ha attribuito lungo la Via Francigena, essendo membro dell'Ufficio di presidenza dell'Associazione Europea delle Vie Francigene.

### Vercelli e la Divina Commedia

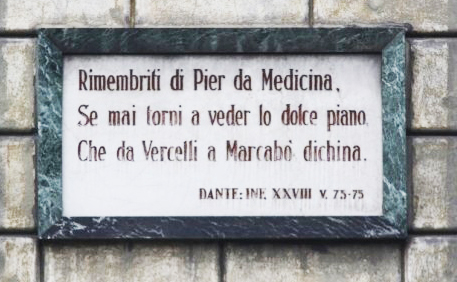
Citazione

Vercelli è la città piemontese e una delle città dell'Italia nord-occidentale cui Dante ha riservato la maggiore attenzione, e ciò rende più plausibile una sua permanenza a Vercelli.
Dante ha ricordato Vercelli non per un'astratta notazione geografica, ma per delineare un paesaggio naturale armoniosamente composto, capace di suscitare sentimenti intensi.
La citazione di Vercelli nella Divina Commedia è di tale natura, che lascia supporre che il poeta abbia percorso la terra vercellese, e abbia osservato il suo digradare dalle Alpi da occidente e il suo estendersi a oriente, dando principio alla pianura padana:
O tu cui colpa non condanna e cu'io vidi su in terra latina, se troppa simiglianza non m'inganna, rimembriti di Pier da Medicina. Se mai torni a veder lo dolce piano che da Vercelli a Marcabò dichina. Inf. XXVIII, 70 - 75.

## Economia

### Agricoltura

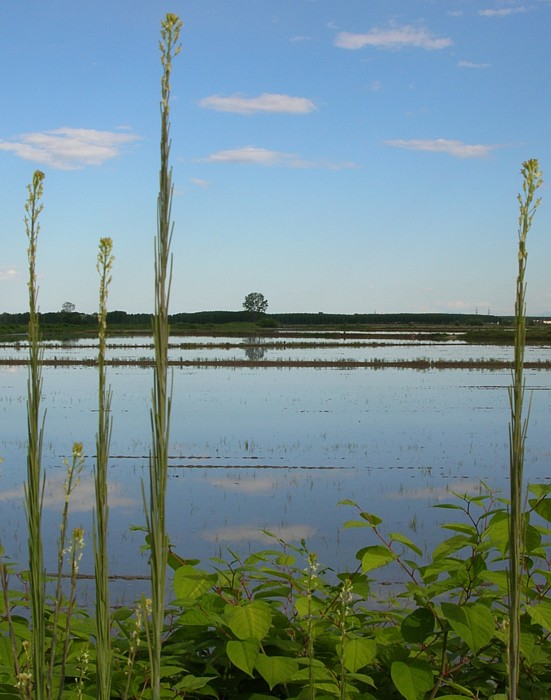
Scorcio di risaia allagata, paesaggio tipico del Vercellese.

Conosciuta come Capitale Europea del Riso sin dal XIV secolo nelle sue campagne è incominciata la coltivazione di questo prezioso cereale, prevalentemente nei terreni paludosi sino a divenire nel corso dei secoli la principale coltivazione. Per tale motivo tutte queste zone sono a forte vocazione agricola. Storicamente furono i monaci Cistercensi ad iniziare per prima le opere di bonifica per introdurre la coltivazione massiva del riso, cereale conosciuto in Asia da epoca molto antica, approdato tardi in Europa perché considerato una fonte di sostentamento dopo le terribili carestie e pestilenze che caratterizzarono il secolo XIV. Da queste opere di bonifica nei territori fra Trino, Crescentino e Larizzate nacquero le grange (granai), null'altro che le antiche unità abitative e centri agricoli ove i conversi attuavano opere di bonifica su un'area coperta da boschi (esempio il Parco naturale del Bosco delle Sorti della Partecipanza di Trino) al fine di renderla adatta all'agricoltura. Le grange avevano il fulcro nell'abbazia di Santa Maria di Lucedio.

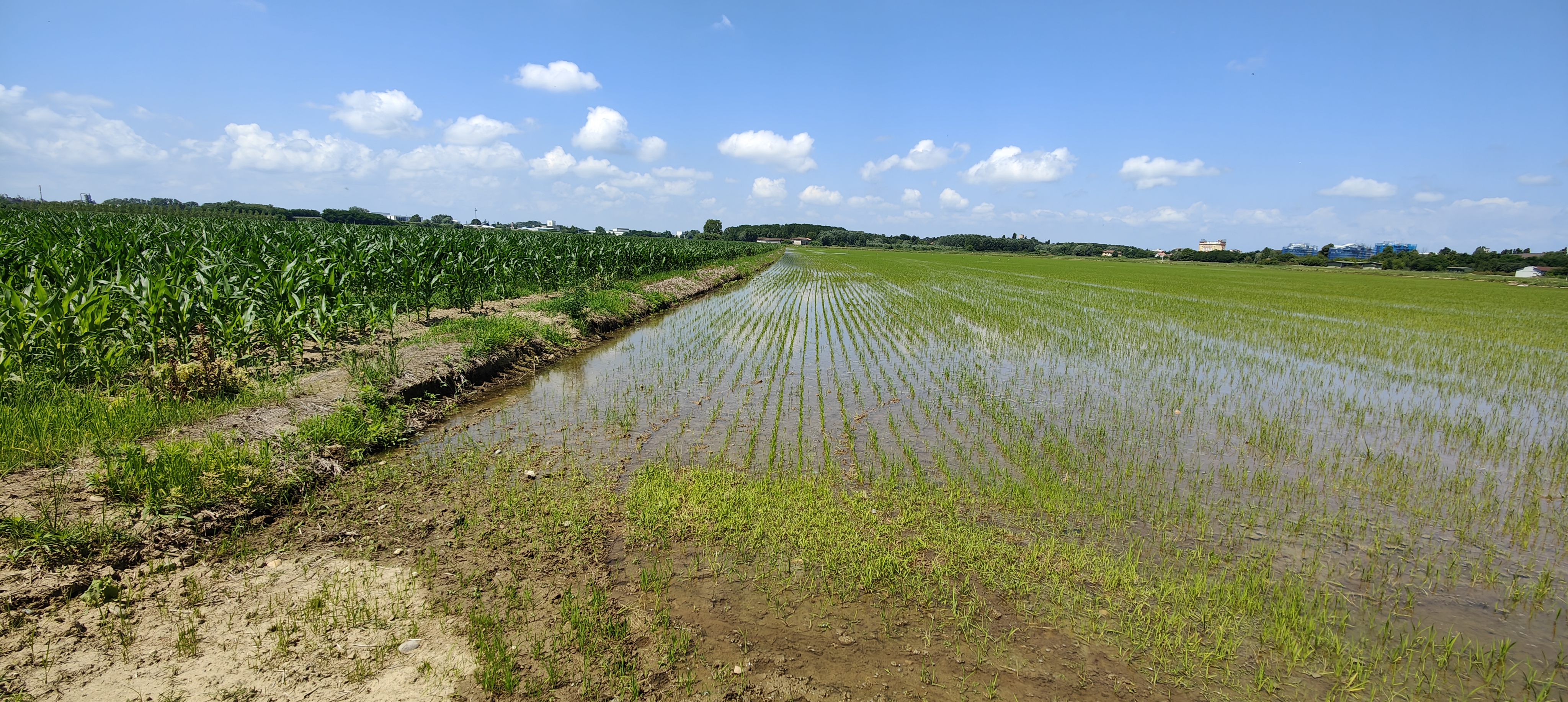
Campi di mais e risaie a giugno nella zona accanto l'area cimiteriale di Billiemme

Oggigiorno il 50% della produzione europea del riso avviene in Italia e di questa oltre la metà avviene tra le province di Vercelli e Novara. Le grandi quantità d'acqua richieste per il riso ha fatto sì che nel corso dei secoli sia stata progettata e realizzata una fittissima rete d'irrigazione. Lo studio e la selezione delle varietà è svolto nella locale Stazione sperimentale di risicoltura mentre la locale Borsa Merci è la principale in riferimento al settore risicolo.
Il Piemonte è  riconosciuto per essere la regione più risicola d’Italia con ben 114.000 ettari dedicati alla coltivazione, dei quali 71.000 ettari appartengono alla Provincia di Vercelli forte del 70% della produzione e della superficie piemontese a dimostrazione della preziosità che questo cereale rappresenta per il sostentamento 
e la crescita dell'economia locale, soprattutto per quello che riguarda l'esportazione. In passato, giungevano in Piemonte le "mondine", donne, così 
chiamate (da "mondare", ripulire) provenienti da altre regioni, che venivano impiegate come lavoratrici stagionali nei campi allo scopo di tutelare la crescita sana delle piantine del riso liberandole dalle erbacce infestanti. Figure non più esistenti soppiantate dalla moderna tecnica agricola.
Dalla sagra del riso a "Risò"

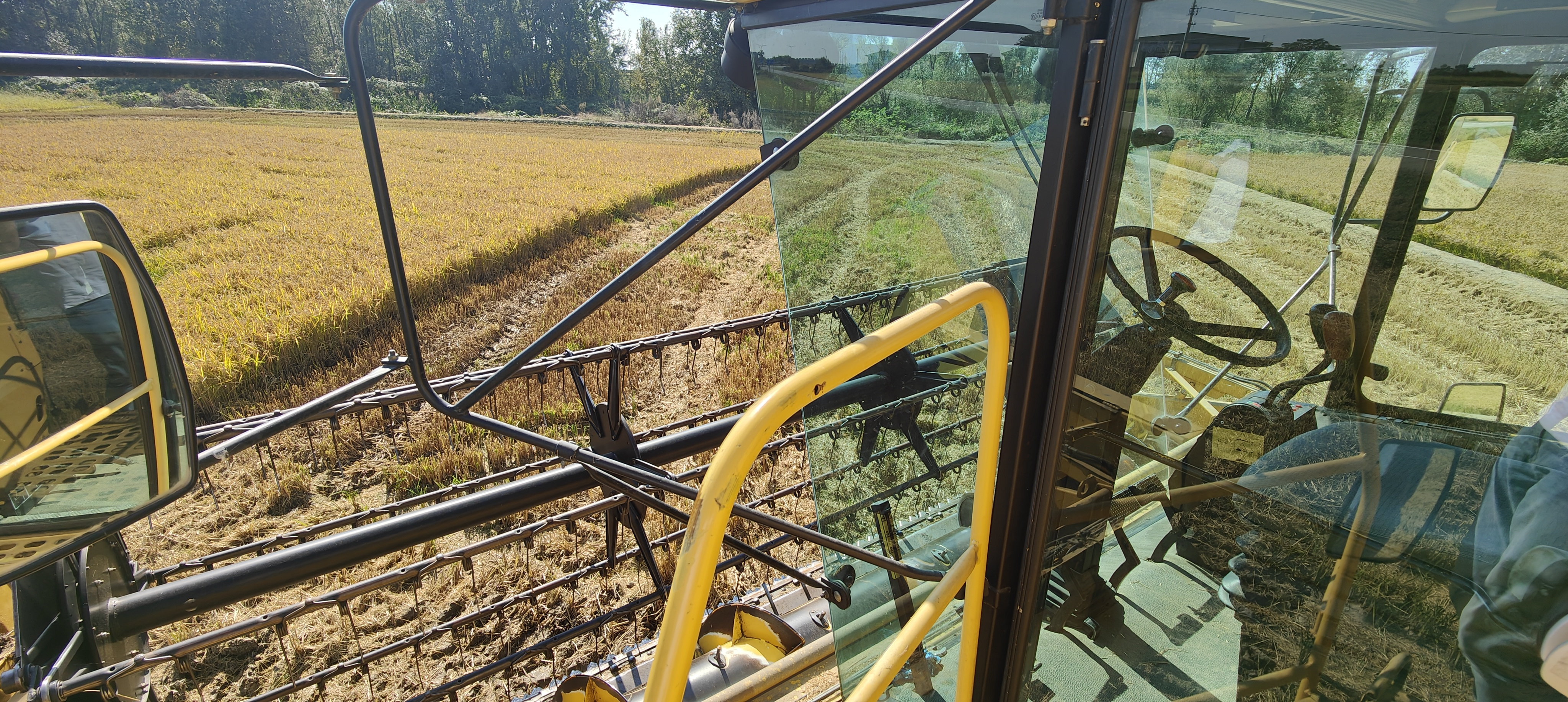
Vista dalla cabina di una mietitrebbiatrice nei campi attorno ad Asigliano nel periodo del raccolto (metà settembre sino ai primi di novembre). La semina, a secondo del tipo di riso, si fa da fine aprile sino a metà maggio

Dal 30 settembre 1962 in città si organizzò per la prima volta una fiera a cui fu dato 
il nome di "Giornata mondiale del Riso e prodotti tipici del vercellese", dal 1971 sarà denominata più concretamente "Sagra del Riso". In seguito, spostandosi per ogni edizione in altre parti - per la mancanza in città di un vero e proprio spazio espositivo - l'edizione del 1978 rappresentò  una svolta: fu allestita in tendopoli chiuse appoggiate sul prato e pietrisco, dalle parti dell'ex ospedale maggiore, all'epoca non ancora neppure parzialmente ristrutturato. Oggigiorno esiste un parcheggio con giardino all'aperto (via Viotti, a fianco di corso Garibaldi). Fu fatta per volontà del comitato organizzatore insieme al presidente della "Famija Varsleisa" e patron delle sagra, Carlo Ranghino, assicuratore. Con questa squadra venne dato un carattere nazionale facendo esporre imprenditori di diverse categorie merceologiche ("mostra delle attività economiche") provenienti anche da altre regioni d'Italia con ospiti i vercellesi emigrati, in passato,  in Argentina. Su 6000 mq di area coperta venne allestita una parte scoperta portando il tutto a 250 stand. 
L'ultima fu allestita nel 1989, venendo montata ogni edizione in zone diverse l'una  dall'altra. Poi, dopo una lunga sosta, nel 1993 fu fatta nella nuova zona fiera allestita dal confinante comune di Caresanablot, interrotta poi per ben dieci anni e ripresa per l'ultima volta nel 2003, con il ritorno nella città  di Vercelli. Da quella data non si fece più, sia per motivi economici che per sopraggiunte nuove e stringenti norme organizzative alle quali si aggiunsero problemi di sponsor e crisi del tessuto economico locale. 
Nel 1925, inventore il professor Giovanni Sampietro, nella Stazione sperimentale di risicoltura e delle colture irrigue di Vercelli, per la prima volta in Italia e in Europa, inventava la tecnica dell’incrocio tra le molteplici varietà di riso. Nel 1945 attraverso la tecnica dell’ibridazione, in una cascina della lombarda Paullo, nasceva la varietà di riso italiana più rinomata e apprezzata nel mondo, il Carnaroli. Il calendario degli anniversari porta a considerare il 2025 come l'anno della svolta e della ripresa con il ritorno della manifestazione dall' 11 al 14 settembre, adesso battezzata con l'inedito 
nome di "Risò", propriamente una nuova fiera in epoca digitale dedicata al mondo del riso con ospiti ed espositori internazionali, trasformando la città piemontese in autentica capitale mondiale di questo prezioso cereale.

### Industria e artigianato
Il settore meccanico e tessile sono state le forze trainanti dell'industria vercellese per tutto il XX secolo, verso la fine del quale l'industria ha conosciuto un costante e inesorabile declino. Tra le aziende in città spiccava nel settore meccanico la filiale della ditta macchine per stampa Cerutti, con sede a Casale (ceduta nel 2021 alla svizzera Bobst) che aveva in periferia uno stabilimento e il centro ricerche; nella lavorazione del riso la MundiRiso, di proprietà della multinazionale madrilena Ebro Foods; nella lavorazione del caffè la "Mokaor" mentre la Polialcoli srl opera nel settore chimico, in seguito l'Alcoplast rileverà con la collaborazione della svedese Perstorp lo stabilimento che produce per prima in Italia plastificanti senza ftalati. Nel comune confinante di Prarolo vi è uno stabilimento della multinazionale giapponese YKK che produce cerniere lampo e in quello attiguo di Caresanablot la Piatti Freschi Italia (ex Vogliazzi) che produce pasti confezionati.

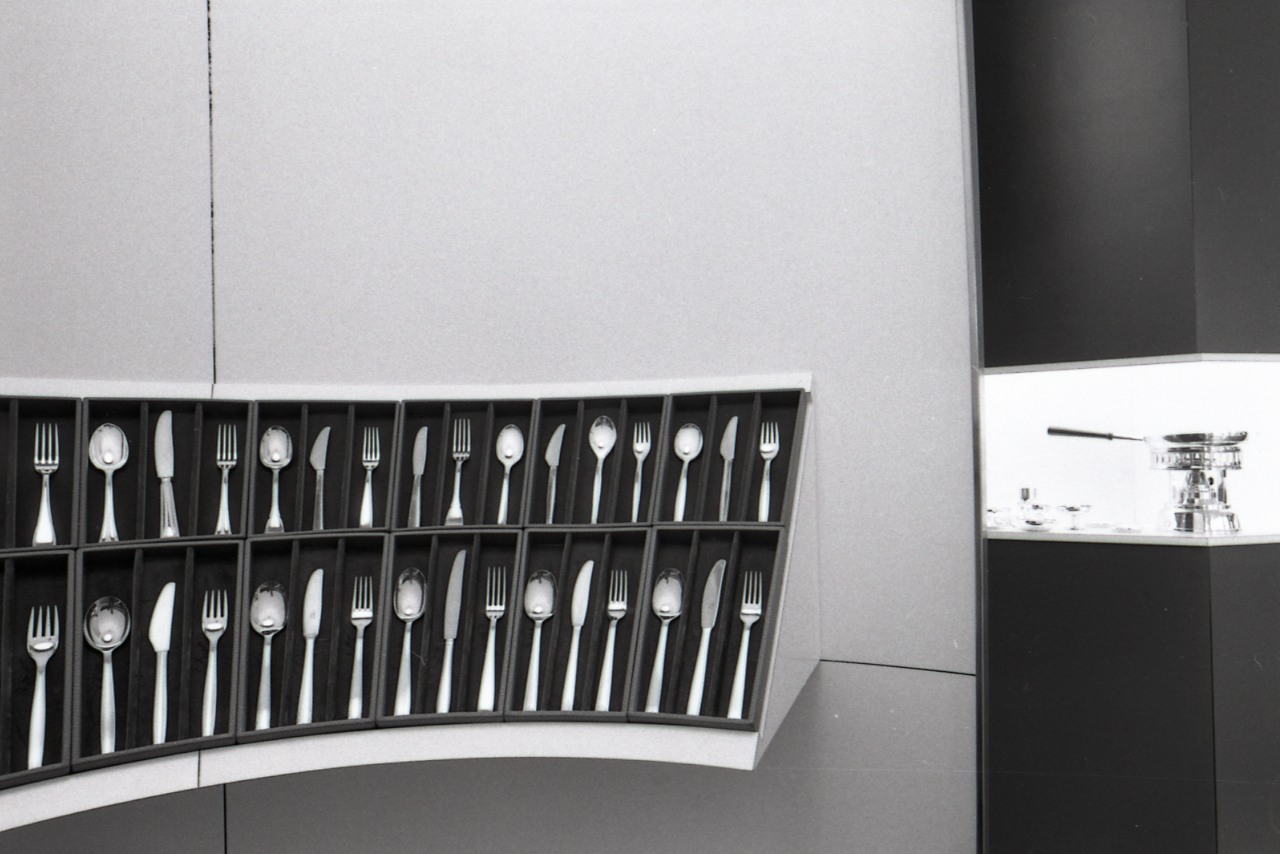
Showroom di Sambonet: mobili, posate e servizi da tavola in esposizione. Milano, 1973. Foto di Paolo Monti.

Dal punto di vista artigianale la lavorazione orafa e dell'argento è stata un'attività attestata in città fin dal Medioevo: sono infatti visibili alcuni reliquiari d'argento, specialmente nel Tesoro della Cattedrale, realizzate da botteghe di argentieri locali. Una raccolta di gioielli realizzati in ambito locale che testimoniano l'ampia diffusione di tali lavorazioni, sono custodite al Museo Leone e sono note come le "Filigrane Vercellesi". Si distinse in tale settore sino a divenire una vera e propria industria l'argenteria fondata nel 1856 da Giuseppe Sambonet che ben presto divenne fornitrice della Real Casa. Negli anni trenta Sambonet emerge nel mercato della produzione di posateria in acciaio inossidabile ed è la prima in Europa a mettere a punto un sistema per l'argentatura dell'acciaio. Nel 1956 si aggiudica la commessa presso l'Hotel Hilton al Cairo, incominciando a rifornire alberghi in tutto il mondo espandendo le proprie attività in USA e ricevendo svariati riconoscimenti come due premi Compasso oro, avendo tra i collaboratori numerosi designer, tra cui Roberto Sambonet per la Pesciera, Center line e i vassoi Elite della Linea 50, oggi in esposizione al MoMa di New York. Nel 2004 dopo essere stata acquisita si fonde con il gruppo Paderno divenendo Sambonet Paderno Industrie S.p.A.. Attualmente la produzione è sita a Casalino (NO) a circa 20 km dal capoluogo.
Un altro settore artigianale è quello della produzione della fisarmonica, essendo con Stradella e Castelfidardo uno dei tre principali poli italiani di produzione. Tante furono le ditte che si sono distinte nel tempo come la Gallo, la Cavagnolo o altre in attività come la Ranco, la Bertone-Locatelli, la Teknofisa e la Cooperfisa. Esse esportano prevalentemente verso mercati esteri dove i loro strumenti sono molto apprezzati..

### Servizi
La maggior parte della forza lavoro impiegata a Vercelli lavora nel settore dei servizi. Otre agli uffici pubblici, alle scuole, all'università, all'ASL e al settore bancario la posizione strategica e i buoni collegamenti autostradali e ferroviari hanno favorito lo sviluppo del settore logistico. Accanto al Casello autostradale Vercelli Ovest, in frazione Larizzate sono sorti molti centri di logistica tra cui la sede e i magazzini di Nova Coop per l'area Nord Ovest, la sede e i magazzini di Dimo Spa, socio piemontese del gruppo Euronics e i magazzini Sifte Berti. Nel 2017 ha aperto il terzo maxi centro logistico in Italia del colosso americano Amazon.

### Turismo
Analizzando i dati sulle presenze turistiche in provincia emerge che negli ultimi venti anni vi è stato un costante aumento degli afflussi turistici verso Vercelli e il suo circondario. Il cospicuo patrimonio storico-artistico e museale e il caratteristico paesaggio di risaia, specialmente nel periodo primaverile degli allagamenti per l'irrigazione, costituisce una risorsa importante seppure le sue potenzialità siano ancora sottoutilizzate e i soggiorni avvengano per periodi brevissimi di tempo. Per esempio relativamente al biennio 2013/15 riguardo a soli tre musei (Borgogna, Leone, Tesoro del Duomo), i visitatori sono saliti da 13.695 a 19.602.
Un'altra voce importante del turismo in costante crescita è quella riguardante il percorso della Via Francigena o Romea. Tappa menzionata già nel 990 nell'Itinerario di Sigerico attualmente ospita due ostelli e segnaletica dedicata per i viandanti. Il numero dei pellegrini ospitati presso il solo Hospitale Sancti Eusebi nel 2017 (943 presenze) è a oggi già superiore rispetto al dato di tutto l’anno 2016 (864 presenze).

## Infrastrutture e trasporti

### Strade
Posta a metà strada tra Torino e Milano la città è servita dalla ex Strada statale 11 Padana Superiore, ed è punto di partenza di numerose arterie. In direzione Casale Monferrato e Alessandria si diparte la ex SS31, in direzione Biella la ex SS230 mentre per Pontestura verso Asti la ex SS455. Le strade convergenti sul centro abitato sono raccordate dalle tangenziali Ovest e Sud che formano così un semianello (essendone interrotto il lato est).
La città è servita altresì da due caselli autostradali. Uno, Vercelli Est, è posto sull'autostrada A26 (Genova - Gravellona Toce) nel territorio comunale di Borgo Vercelli collocato circa 8 km a nord-est dal capoluogo. L'altro, Vercelli Ovest, sorge nella frazione Larizzate in prossimità dell'area industriale ed è posto sulla A26/A4 Diramazione Stroppiana-Santhià che congiunge l'autostrada A4, nei pressi di Santhià, con l'autostrada A26, nei pressi di Stroppiana.

### Ferrovie e tranvie
La stazione di Vercelli, posta lungo la ferrovia Torino-Milano, è servita da treni regionali svolti da Trenitalia e Trenord nell'ambito del contratto di servizio stipulato con le Regioni Piemonte e Lombardia, nonché da collegamenti a lunga percorrenza operati anch'essi da Trenitalia e SNCF.
La stazione funge altresì da capolinea per le ferrovie Vercelli-Pavia e Ferrovia Vercelli-Casale Monferrato, quest'ultima priva di traffico dal 2013.
In passato Vercelli risultava capolinea di una vasta rete di tranvie extraurbane che comprendeva le seguenti linee:
- Biella-Vercelli
- Vercelli-Borgosesia
- Vercelli-Trino
- Vercelli-Casale Monferrato
- Vercelli-Biandrate-Fara

### Aeroporti
L'aeroporto di Vercelli "Carlo del Prete" è situato a sud della città ed è dotato di una pista in erba lunga 560 m. Non effettua servizi passeggeri di linea. L'aeroporto è operato da Aero Club Vercelli "Marilla Rigazio" che garantisce i servizi anti-incendio ed è sede, dagli anni '30, dell'omonima scuola di volo in cui è possibile conseguire le licenze di volo per ultraleggero e per aviazione generale da pilota privato, commerciale e di linea. Presso l'aeroporto vi è anche una scuola di paracadutismo.

### Mobilità urbana
La città è servita da una rete di autolinee urbane (sei tratte tutte attualmente in funzione) e suburbane gestita da ATAP ed è inoltre fornita di un servizio di Bike sharing, gestito sia dal Comune e sia da ATAP, di cinque ciclo-stazioni.

## Amministrazione

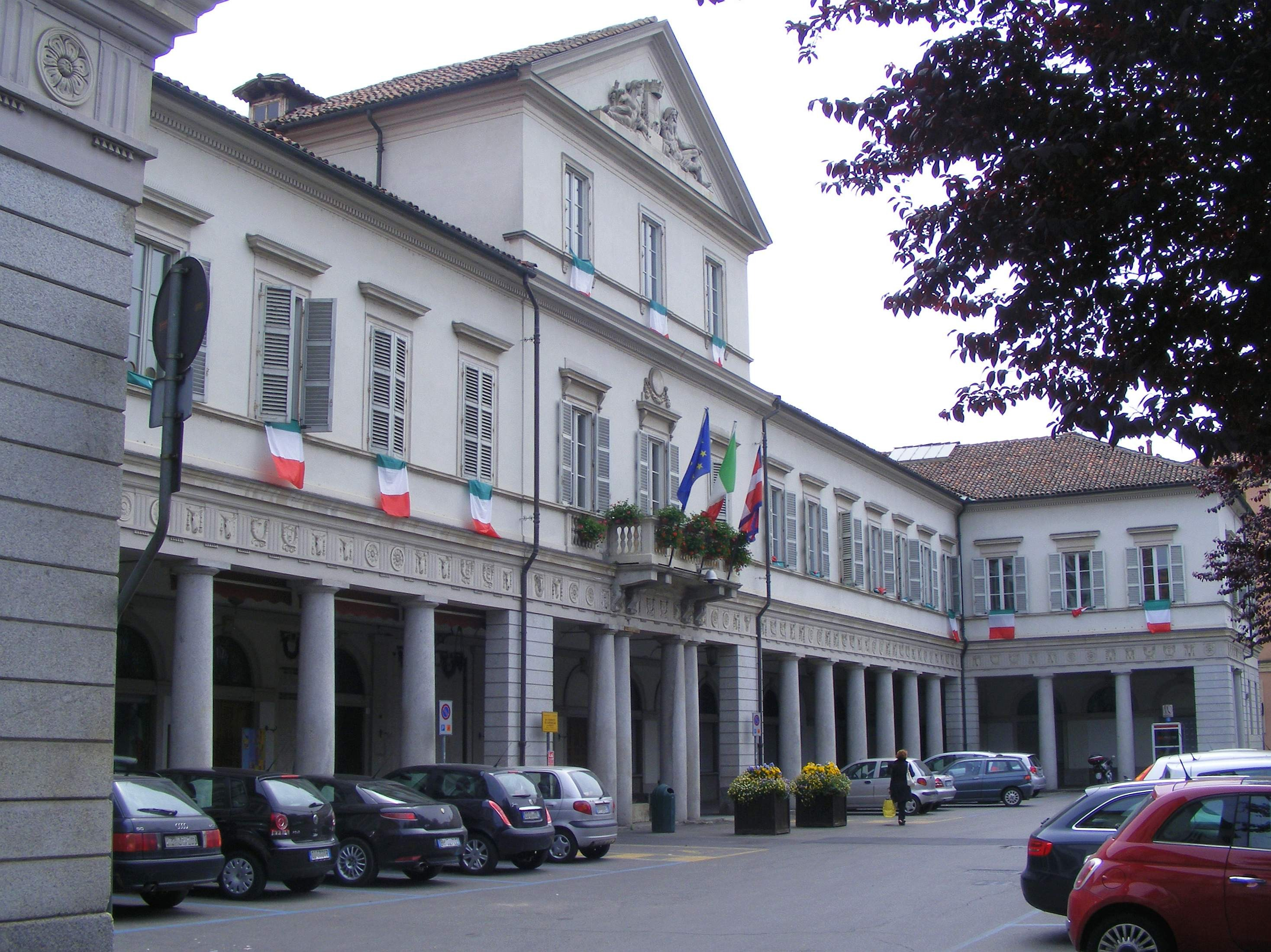
Il palazzo comunale

### Gemellaggi
Vercelli è gemellata con:
- Arles dal 1970.[196]
- Tortosa dal 2003.[196]
- Cetraro, dal 2023

## Sport

Collage di immagini riguardanti lo sport a Vercelli: lo stadio calcistico "Silvio Piola", lo schermidore campione olimpico vercellese Marcello Bertinetti, la pluridecorata squadra di hockey su pista Amatori Vercelli e il palazzetto dello sport "Massimo pregnolato"

Vercelli vanta una antica tradizione sportiva potendo annoverare società e sportivi vincitori di diversi premi in molte discipline sportive. La società sportiva più nota è certamente la compagine calcistica, la FC Pro Vercelli 1892 è una delle più antiche, celebri e titolate società calcistiche d'Italia. Club di grande tradizione, vinse sette scudetti tra il 1908 e 1922. In città sono presenti altre due squadre: l'U.S.D. Virtus Vercelli 2011 e il G.S.D. Canadà Vercelli, che militano nei campionati dilettantistici. 
Grande tradizione anche nella scherma, presente sin dal 1895, le scuole di Vercelli hanno dato a questo sport numerosi campioni olimpici, campioni del mondo, maestri e innovatori di questo sport, tra cui il campione olimpico Marcello Bertinetti.
Vercelli si è distinta anche nell'hockey su pista con la prima squadra cittadina, l'Amatori Vercelli, club che ha conquistato tre scudetti, una Coppa Italia e due Coppa CERS. Presente anche il pattinaggio artistico a rotelle, sport nel quale la A.S.D. Skating Vercelli ha conquistato nel 2011 la Stella di bronzo al Merito sportivo dal C.O.N.I., a riconoscenza dalla lunga tradizione che ha saputo coltivare.
Altro sport praticato sin dalla fine del XIX secolo e che ha dato alla città diversi vincitori di premi prestigiosi sono gli sport da tiro. Il tiro a segno ha avuto massimo splendore negli anni sessanta del novecento, quando il palmarès della sezione locale si arricchì di una lunga serie di titoli. Per quanto riguarda il tiro a volo, invece, massimo lustro è stato dato dal vercellese Giovanni Pellielo, vincitore di tre medaglie olimpiche individuali, 10 titoli mondiali (3 individuali) e 10 titoli europei (2 individuali).
Presenti squadre locali di medio o buon livello nell'ambito della pallavolo (Libertas Olimpia), il rugby (Rugby Vercelli), la pallacanestro (Vercelli Rices).